# 오르막차로

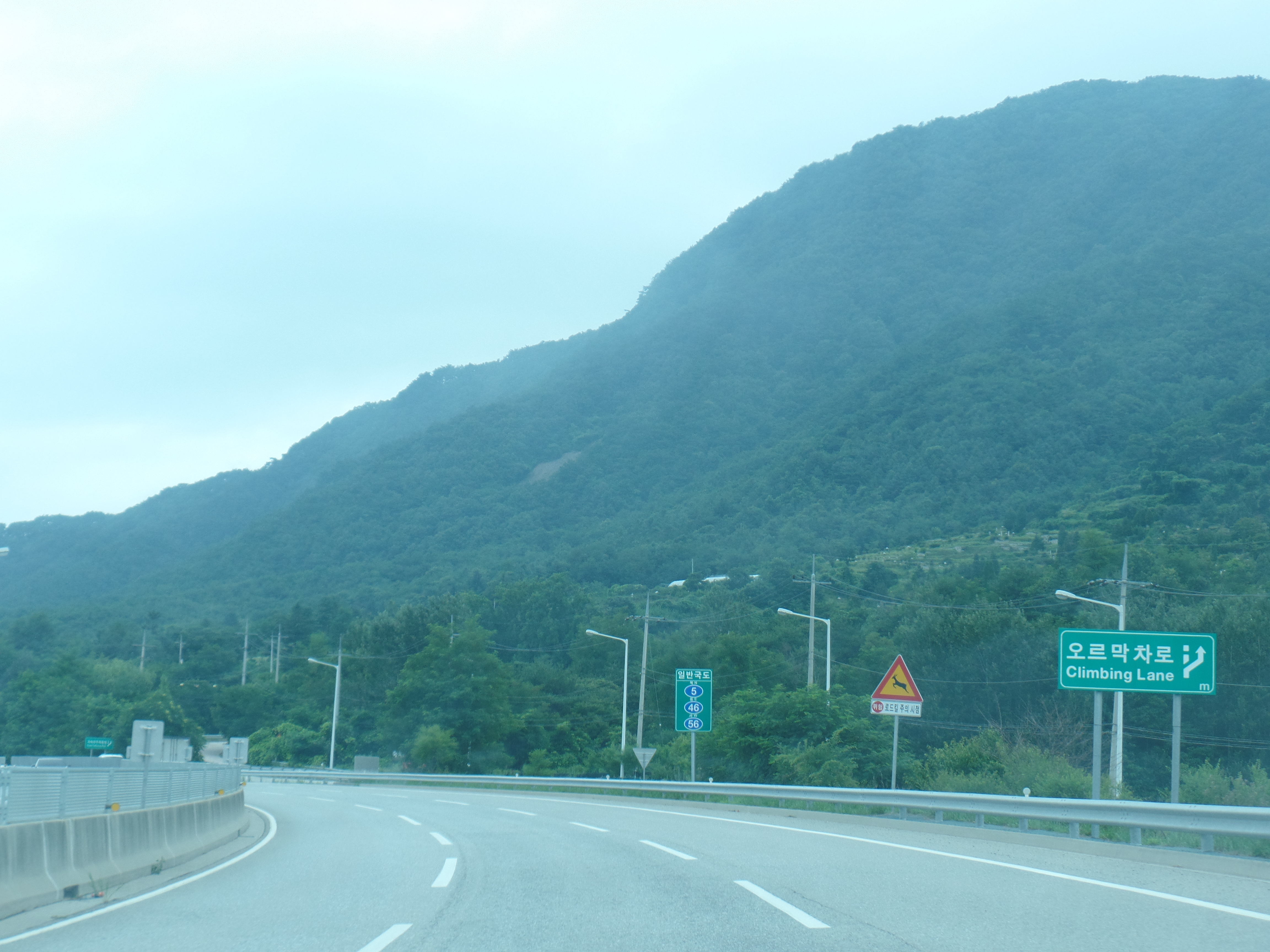
춘천시 순환대로의 오르막차로―3차로가 오르막차로

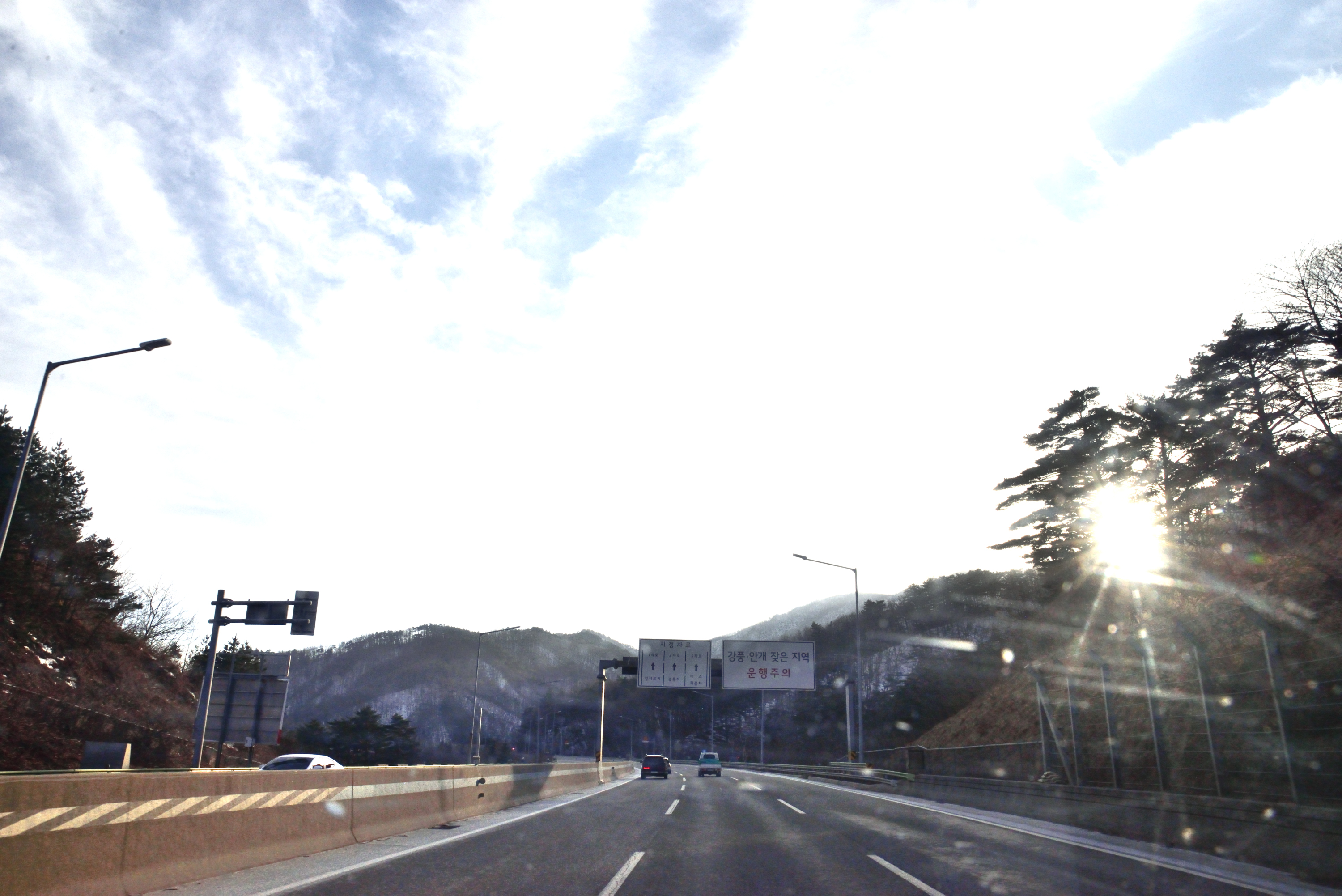
강릉시에서 대관령을 향해 올라가는 영동고속도로―1차로는 추월차로, 2차로는 주행차로, 3차로는 오르막차로

오르막차로(Climbing Lane)는 경사가 급한 오르막길에서 등판 능력과 속도가 떨어지는 저속 차량을 타 차량과 분리시켜 통행하기 위해 설치하는 부가 차로이다. 고속도로, 국도, 지방도 등 모든 종류의 도로 중 오르막 구간에 필요하다고 인정되는 경우 설치되어 있다.

## 개요

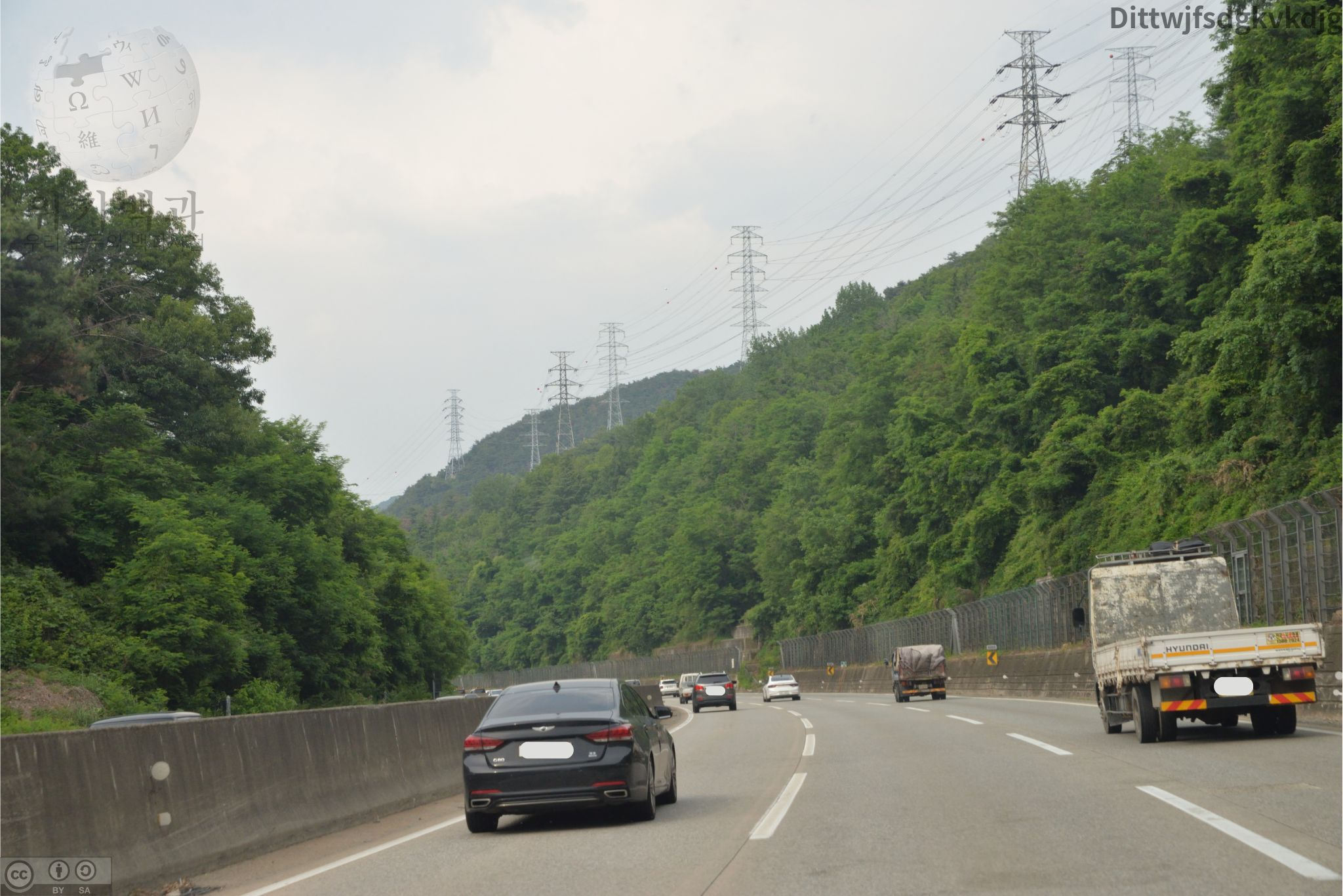
현대 5톤 트럭이 중부내륙고속도로지선의 오르막차로(3차로)를 올라가고 있다.

트럭과 같은 대형 차량은 중량이 무거워 등판 능력이 떨어진다. 이러한 차량이 경사 3% 이상의 오르막 경사 구간에 진입하면 속도가 떨어지고, 타 차량이 저속 차량을 추월할 수 없으므로 속도가 저하된 차량의 뒤를 따르게 되어 교통 흐름에 방해가 된다. 이를 방지하기 위해 기존의 차로 외에 오르막차로를 추가로 설치하여 저속 차량을 타 차량과 분리시켜 통행하게 한다. 오르막 구간에서 본선의 승용차와 오르막차로의 화물차는 34 km/h 정도의 속도 차이가 발생한다.
트럭의 등판 능력은 중량, 가/감속 능력, 공기저항, 견인력 등에 의해 결정된다. 대한민국의 경우 도로의 구조ㆍ시설 기준에 관한 규칙에서 오르막차로 설계 시 이상적인 조건에서의 표준 트럭의 성능을 기준으로 하며, 표준 트럭의 성능은 1마력당 200파운드(200 lb/hp)로 한다. 미국은 200 lb/hp, 일본 225 lb/hp, 호주 275 lb/hp, 독일 370 lb/hp, 헝가리 282 lb/hp, 아일랜드 279 lb/hp, 스웨덴 306 lb/hp, 스위스는 220 lb/hp를 적용한다. 그러나 오흥운 외(2005)는 지역의 특성에 맞게 표준 트럭의 성능을 1마력당 180, 200, 220파운드 중에서 선정할 것을 제시하였다.

### 관계 규정
대한민국 도로의 구조ㆍ시설 기준에 관한 규칙(국토교통부령 제1360호) 제26조에 의하면, 종단경사가 있는 구간에서 자동차의 오르막 능력 등을 검토하여 필요하다고 인정되는 경우에는 오르막차로를 설치하여야 한다. 다만, 설계속도가 40 km/h 이하인 경우에는 오르막차로를 설치하지 않을 수 있다. 또한 오르막차로의 폭은 본선의 차로폭과 동일해야 한다. 오르막차로를 주행하여야 하는 화물자동차에 대한 설계속도 기준은 설계속도 80 km/h 이상일 때 80 km/h, 설계속도 80 km/h 미만일 때 설계속도와 동일한 속도로 한다. 허용 최저속도는 설계속도 80 km/h 이상일 때 60 km/h, 설계속도 80 km/h 미만일 때 설계속도에 20 km/h를 감한 값으로 한다. 즉 오르막 구간의 진입속도보다 20 km/h 이상 속도가 저하되는 구간에는 오르막차로를 설치하여야 하나, 한국도로공사 도로연구소(1997)는 속도 저하가 15 km/h 이상일 경우 사고율이 증가한다고 하여 속도 저하 기준을 15 km/h로 상향 조정하는 것을 제안하였다.
한국도로공사의 도로설계요령에 의하면, 종단구배 3% 이상인 구간에는 필요에 따라 오르막차로를 설치하나 3% 이하인 경우에도 구간이 길어 주행속도가 허용 최저속도 이하로 떨어지면 오르막차로의 설치를 고려해야 한다. 또한 왕복 6차로(편도 3차로) 이상의 도로에서는 지정차로제에 의해 고속 차량과 저속 차량이 분리되므로 오르막차로가 불필요하여 설치하지 않을 수 있으나 아래 문단에 제시된 것과 같이 경부고속도로 노포 나들목~양산시 동면 사송리 구간만은 예외이다.

## 종류
오르막차로의 형태에는 저속차량 합류형(포켓형), 고속차량 합류형(추월차로형) 두 가지 종류가 있다. 가끔 고속도로나 국도에서 본 도로로 합류하는 진입로가 그대로 오르막차로로 연결되는 형태도 있다. 

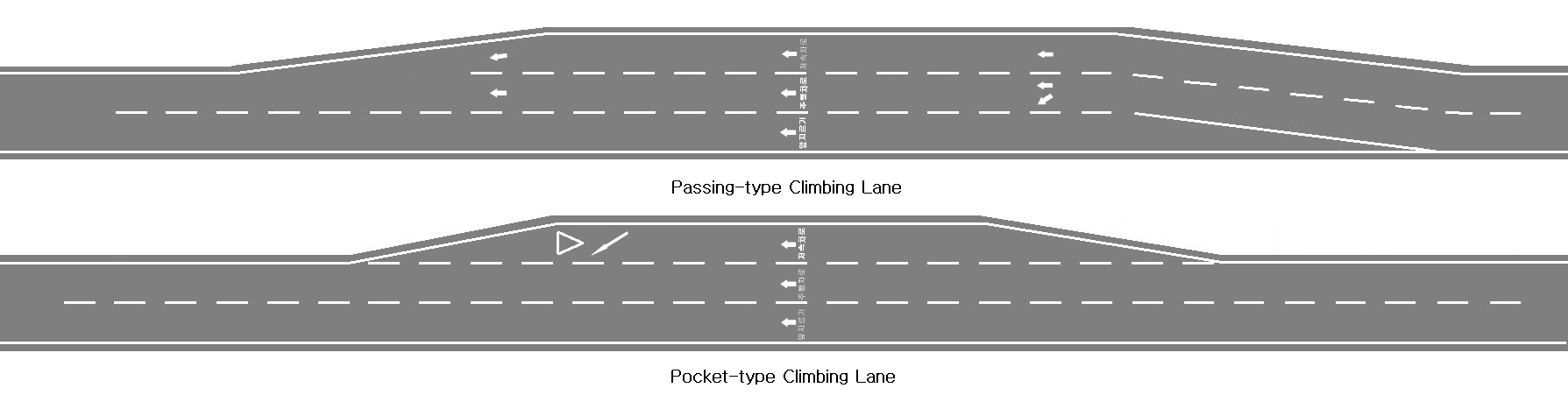
고속차량 합류형 오르막차로(위)와 저속차량 합류형 오르막차로(아래)

### 저속차량 합류형/포켓형 오르막차로
저속차량 합류형 오르막차로 또는 포켓형 오르막차로(Pocket-Type Climbing Lane)는 가장 일반적이고 흔한 형태로 저속 자동차가 차로를 바꾸도록 유도하여 저속 자동차와 고속 자동차를 분리시키는 형태이다. 주행 차로에서 오른쪽으로 오르막차로가 분리되었다가 다시 합류하여, 저속 차량이 본선 주행차로에서 이탈하여 오른쪽의 오르막차로에 진입했다가 본선에 합류한다. 고속 차량의 연속적인 주행을 보장하고 본선의 소통이 원활해지는 장점이 있으나 오르막차로 종점 부분에서 저속 차량이 본선에 무리하게 합류해 병목 현상이 발생하는 단점이 있다.

### 고속차량 합류형/추월차로형 오르막차로
고속차량 합류형 오르막차로 또는 추월차로형 오르막차로(Passing-Type Climbing Lane)는 저속 차량이 주행하던 차로를 그대로 이용하도록 하고 1차로에서 왼쪽으로 차로가 분리되어 나가 고속 차량이 저속 차량을 앞지를 수 있도록 하는 방법으로, 본선에서 좌측으로 추월차로가 분리되어 형태상 2차로 왼쪽에 추월차로가 있고 원래 2차로가 3차로가 되는 형태이다. 고속차량 합류형 오르막차로는 중앙고속도로 일부 구간에 설치되어 있다. 모든 차량이 우측으로 이동하여 본선(2, 3차로)의 차량이 원활하게 갈 수 있으나 본선의 용량이 줄어 합류시 상충이 발생한다. 고속차로 합류형 오르막차로가 끝나는 부분에서는 차선이 없어지는 경우도 있다.

### 운영 실태
기존의 오르막차로는 대개 저속차량 합류형으로 운영되었다. 오르막차로의 설치 의도는 저속차량이 우측으로 차로를 변경하여 주행해야 하나, 운전자의 심리상 저속차량이 오르막차로가 아닌 본선에서 그대로 주행하여 고속 차량의 주행을 방해하는 등 효율성 및 안전성의 문제로 2009년 고속차량 합류형 오르막차로가 도입되었다. 그러나 고속차량 합류형 오르막차로에서 오히려 사고가 증가하는 등의 문제가 발생하여 다시 저속차량 합류형으로 전환하거나 추월차로 형태를 유지한 채 안전시설 등을 보완하는 검토가 진행중이다.
1996년 12월 기준 대한민국의 고속도로에 설치 운영되는 오르막차로는 총 82개소에 총 연장은 131 km였다. 2015년 기준 대한민국의 고속도로에 설치 운영되고 있는 오르막차로는 총 95개소에 총 연장은 190.93 km이다. 고속차량 합류형 오르막차로는 2009년 이후 58개소, 총 연장 119.01 km이며 이는 고속도로 전체의 60% 정도이다.
| 고속도로     |      |      |      | (대구~포항) | (익산~장수) |       |      |       |      |       |       |
| ------------ | ---- | ---- | ---- | ----------- | ----------- | ----- | ---- | ----- | ---- | ----- | ----- |
| 개수         | 1    | 3    | 4    | 1           | 2           | 9     | 3    | 14    | 2    | 6     | 13    |
| 총 연장 (km) | 3.38 | 3.80 | 7.92 | 3.80        | 5.90        | 24.07 | 5.93 | 15.93 | 5.17 | 20.10 | 23.01 |

## 문제점과 개선 방안

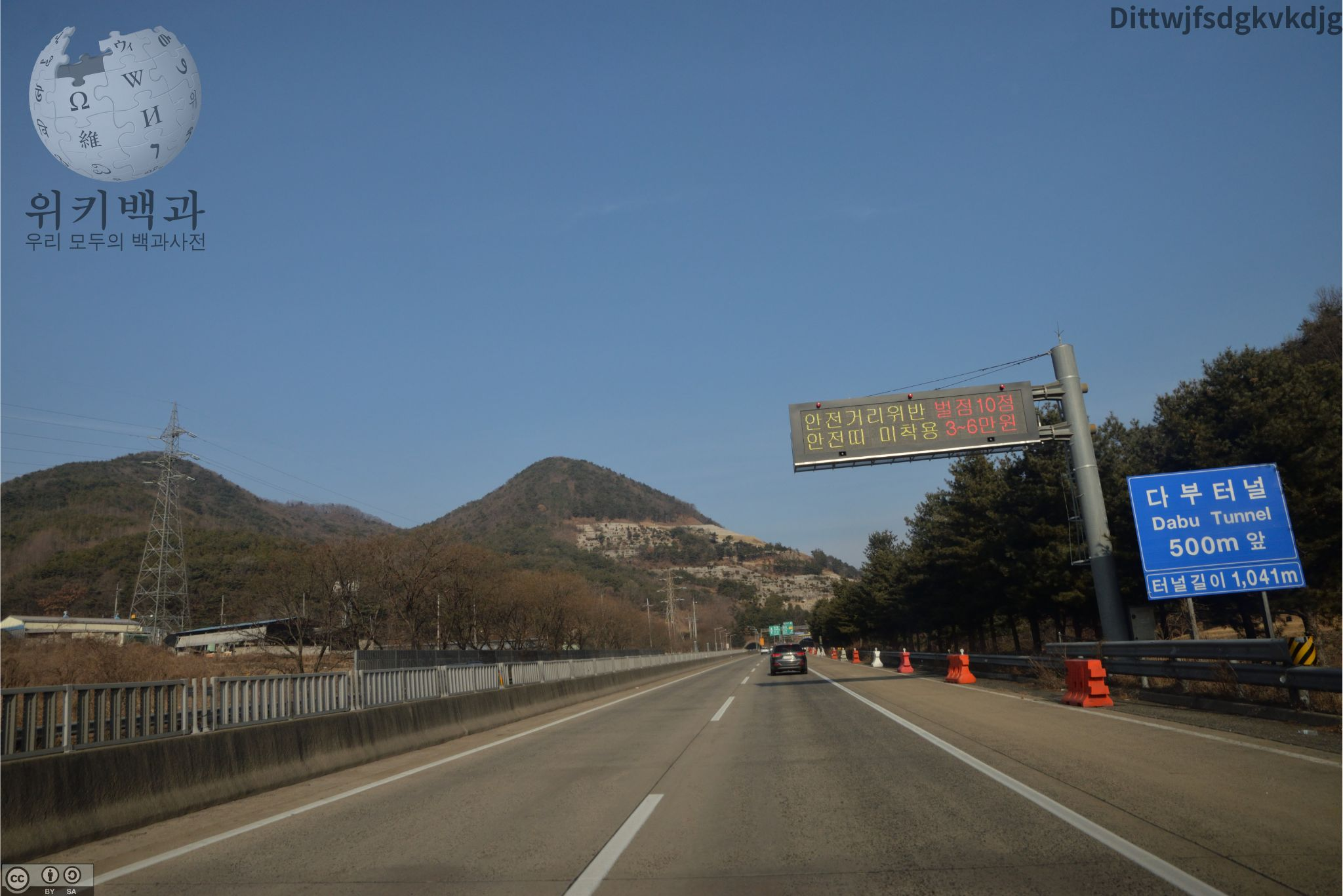
다부터널을 향해 오르는 오르막차로(가장 오른쪽의 차로)는 현재 폐쇄되었다.

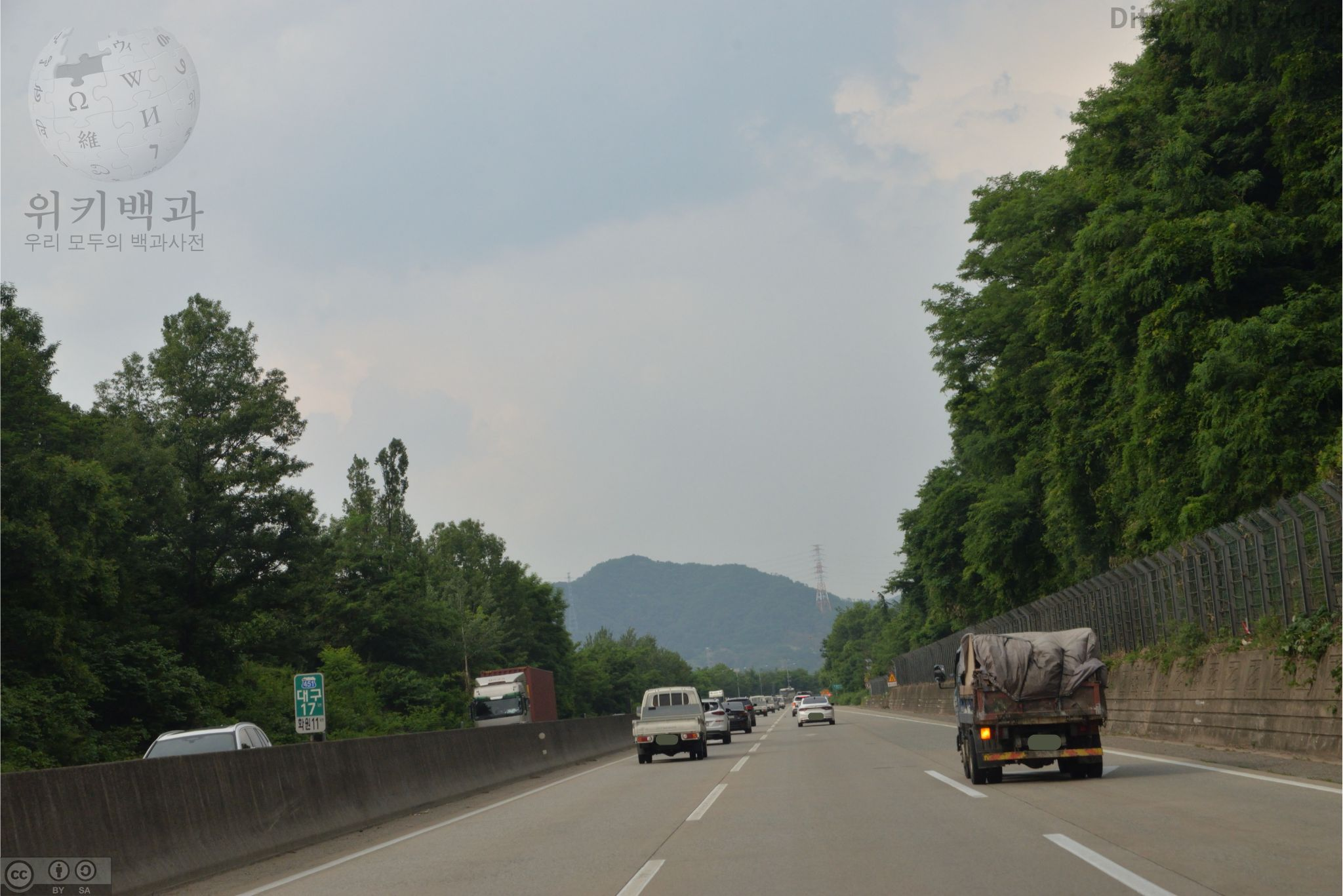
오르막차로가 끝나는 부분에서 화물차가 본선에 합류하고 있다.

한국의 오르막차로 설치 기준은 한국의 교통 특성을 고려하지 않아, (특히 고속도로에서) 저속 차량이 오르막차로 이용을 기피하거나 고속 주행하는 차량이 오르막차로를 이용해 앞지르기를 시도하는 등 오르막차로를 잘못 사용하는 경우가 있다. 또한 오르막차로가 끝나는 부분에서 저속 차량이 무리하게 본선 합류를 시도하여 병목 현상이 발생해 교통 흐름을 방해하고 안전성이 떨어지며, 교통량이 증가하고 중(重)차량이 많을 경우 오히려 교통 혼잡을 유발하기도 한다. 특히 오르막차로 구간에서 발생한 사고는 본선 구간보다 사상자의 비율이 더 높고 과속으로 인한 사고 빈도가 더 높은 것으로 드러났다. 주말이나 명절과 같이 교통량이 일시적으로 폭증하는 경우 오르막차로 때문에 불필요한 분기·합류가 발생하여 효율성이 감소하는 등의 문제점들이 제기되어 오르막차로가 폐쇄된 구간도 있다. 예시로, 중앙고속도로 동명휴게소에서 다부터널을 향해 오르는 구간에는 2008년까지도 오르막차로가 설치되어 있었으나 이후 폐쇄되어 현재는 이용이 불가능하다.
이와 같은 문제를 해결하기 위해 교통 상황에 따라 오르막차로를 일시적으로 폐쇄하거나 개방해 탄력적으로 운영하는 방안이 제시되었다. 최윤혁 외(2010)는 중부내륙고속도로 상주시 낙동면 유곡리에서 상주터널을 향해 올라가는 오르막차로 구간(연장 3.6 km/종단경사 3.7%)을 분석하고, 오르막차로로 인한 혼잡을 막기 위해서 교통량비(v/c)가 0.8이고 중차량비 50%일 때 경사와 무관하게 폐쇄하는 것이 효과적이며, 교통량비 1.0일 경우에는 중차량비, 종단경사와 상관없이 오르막차로 폐쇄가 효과적인 것으로 분석하였다. 특히 일반적인 소통상황에서는 오르막차로 운영효과가 더 큰 것으로 나타나, 교통량 및 중차량비의 변화에 따라 오르막차로의 탄력적 운영이 필요하다고 결론 지었다. 고한검 외(2012)는 최윤혁 외가 연구한 상주터널 구간을 분석하여, 평균 통행 속도가 50km/h 이상인 경우에서는 오르막차로를 폐쇄하고 그 이상에서는 개방하는 것이 효과적인 것으로 분석하였다. 박현진 외(2016)는 중앙고속도로 단양군 적성면 상리 상리교에서 적성터널을 향해 올라가는 오르막차로 구간(연장 2.1 km/종단경사 4%)에서의 상충과 사고 심각도를 연구하고 도로 상황에 따라 중차량 비율이 40% 내지 50% 이상일 때 오르막차로를 폐쇄하는 방안을 제시하였다.
이외에, 오르막차로 시점 구간에 과속 단속 카메라를 설치하여 과속을 방지하고 '오르막차로 시작', '우측차로 없어짐'과 같은 안전 표지를 추가로 설치하거나 오르막차로 시·종점 구간에 입체 차선이나 요철과 같은 시설을 설치하여 운전자에게 경각심을 유도하는 방안이 제시되었다.
고속도로의 오르막차로에서 발생하는 이러한 문제점에도 불구하고, 국도나 지방도는 대부분이 왕복 2차로 도로인 관계로 오르막 구간에서는 고속차량이 저속차량을 추월하기 위해 부득이 대향 차로를 이용하다가 사고를 유발하는 등의 문제가 발생한다. 이러한 교통 지체를 해소하기 위해 고속도로보다 제한속도가 낮은 국도나 지방도 등 지방도로에는 오르막차로를 추가로 설치하기도 한다. 대한민국 국토교통부는 상습적으로 교통 정체가 발생하는 병목 지점을 개선하기 위해 1997년 대한민국의 국도 상의 오르막차로 설치가 필요한 107개소의 구간을 선정하여 교통량과 서비스 수준을 검토하였으며, 2004년부터 2007년까지 평창군 평창읍 방림리(국도 제42호선) 등 62개소에 오르막차로를 신규로 설치하였다. 설치 후 통행 속도가 15~30 km/h 증가한 것으로 나타났다.

## 대한민국
대한민국은 산악 지형이 많아 도로를 건설할 때 오르막차로는 중요한 검토 사항이다. 오르막차로 시작 지점에는 도로 우측에 '저속차 우측통행', '추월차로 시점', '저속차는 비상등을 켜시오', '화물차 우측통행' 등의 표지판이 있다. 오르막차로는 고속도로 중에서도 산악 지대를 지나는 영동고속도로, 중앙고속도로, 호남고속도로지선 등지에 다수 설치되어 있는데 특히 호남고속도로지선 서대전~계룡 구간에는 6 km 밖에 안되는 짧은 구간에 3개소(서대전방향 2개, 논산방향 1개)의 오르막차로가 설치되어 있다.
한국의 고개와 산악 지형을 지나는 고속도로와 국도, 지방도에는 부분적으로 오르막차로가 설치되어 있다. 한국의 고개를 넘는 도로는 보통 높은 경사를 가지지만 고개를 넘어가는 모든 도로에 오르막차로가 설치된 것은 아닌데, 한쪽 방향에만 오르막차로가 있거나 아예 없는 경우가 많다. 양방향에 모든 설치된 경우는 드물다.
- 양방향 모두: 중앙고속도로 비끼재, 제천터널, 적성터널, 죽령, 국도 제42호선 문재, 국도 제20호선 청도군 동곡재, 웅촌로 울산광역시 밤티고개
- 한쪽 방향만: 영동고속도로 대관령(강릉시에만), 죽령로 죽령(단양군에만), 강원남로 두문동재(정선군에만), 중앙고속도로 치악재(춘천 방향에만), 국도 제59호선 벌재(단양군에만, 영남대로 추풍령(김천시에만), 중앙고속도로 다부터널(폐쇄, 춘천 방향에만), 빼재로 신풍령(거창군에만), 88올림픽고속도로 사치재(장수군에만), 청려로 곰티재(청도읍에만)
- 오르막차로 없음: 석개재, 이화령, 구주령 등

### 도로 시설
오르막차로가 있는 구간에서는 오르막차로가 시작하는 부분과 끝나는 부분에 대개 표지판이 설치되어 있다. 저속차량 합류형 오르막차로는 "오르막차로" 또는 "저속차 우측통행"(Slower Traffic Keep Right), "양보차로(Yield lane)", 고속차량 합류형(추월차로형) 오르막차로의 경우 "추월차로"(Passing Lane). "추월차로 시점", "추월차로 끝" 등으로 표기한다. 오르막차로 중간에는 도로 노면에 하얀색 글자로 1차로는 "앞지르기", 2차로는 "주행차로", 3차로는 "저속차로"로 표기한다.
오르막차로 관련 표지판
- "오르막차로" 예고 (2 km 전), 구 88올림픽고속도로
- "추월차로" 예고 (700 m 전), 중부내륙고속도로지선
- "오르막차로" 예고 (600 m 전), 구 88올림픽고속도로
- "오르막차로", 국도 제19호선
- "저속차우측통행", 국도 제33호선
- "양보차로", 지방도 제349호선
- "추월차로시점", 구 88올림픽고속도로
- "200m 전방 차로 좁아짐", 남해고속도로
- 차로 감소, 구 남해고속도로
- "오르막차로 끝", 국도 제30호선
- "추월차로종점", 호남고속도로
- "추돌주의", 남해고속도로
- "저속 차량은 비상등을 켜시오", 남해고속도로
- 앞지르기(1차로), 주행차로(2차로), 저속차로(3차로)
- 추월차로형 오르막차로 화살표 표기 (↖↑)
- 상경사 7% 표지판, 구 88올림픽고속도로

### 고속도로

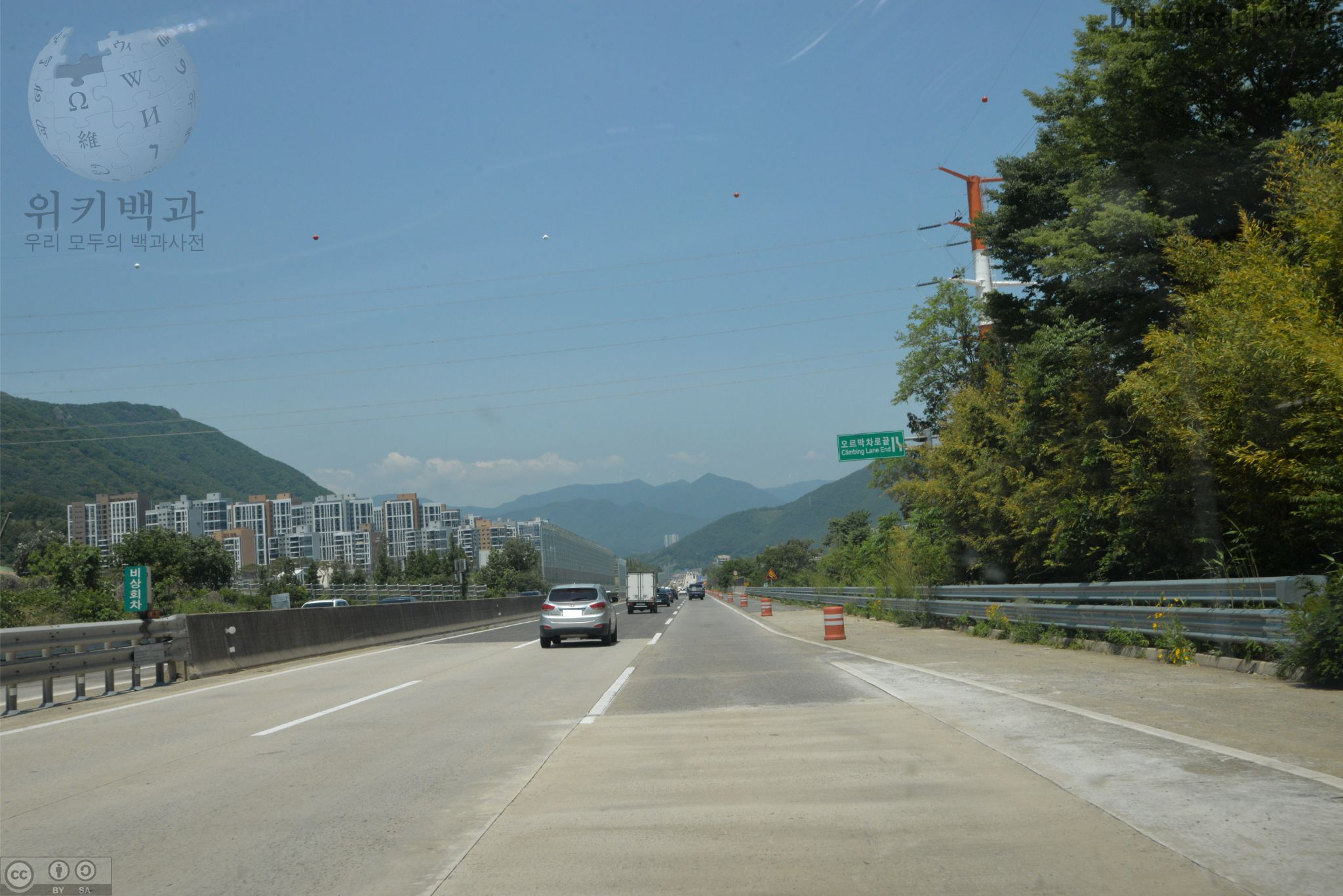
현존하는 유일한 왕복 6차로 이상 고속도로 및 경부고속도로의 오르막차로 (노포-양산 구간)

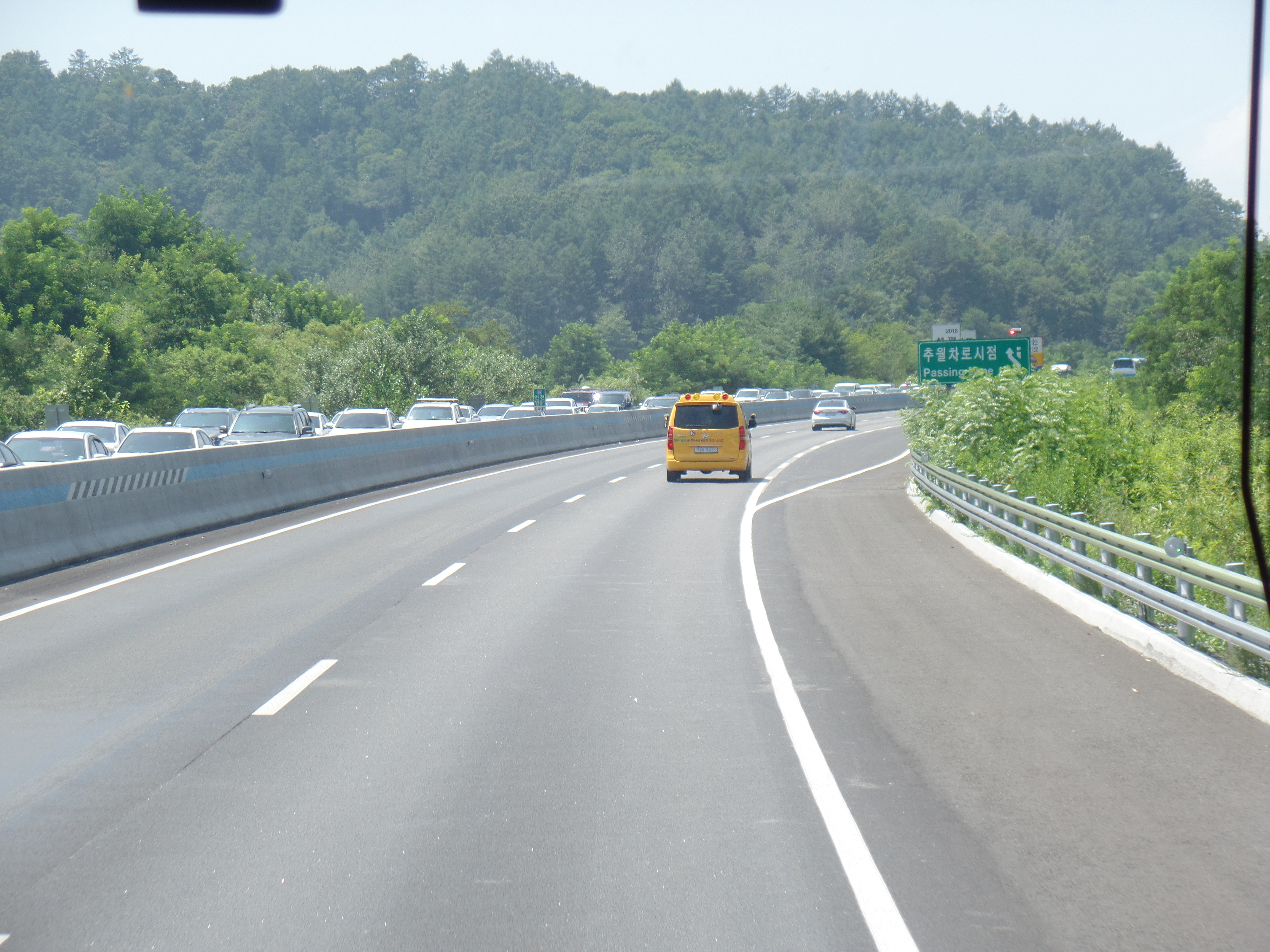
표지판("추월차로시점")과 실제 오르막차로 형태(저속차량 합류형)가 상충

대한민국의 고속도로 상의 오르막차로는 총 104개소이나 이중 14개소는 폐쇄되어 있어 실제 운영중인 것은 90개이고 교통량이 폭증하는 기간에는 폐쇄되는 것도 있다. 대표적인 예시로 중부고속도로와 제2중부고속도로 산곡 분기점~마장 분기점 구간에는 산곡 분기점과 광주시 초월읍 신월리 등 5개소의 오르막차로가 있었으나 2009년 이후 모두 폐쇄되고 차선도 삭제되어 현재는 흔적만 남아 있으며, 중앙고속도로 동명휴게소~다부터널 구간에는 과거 부산기점 122.8 km 지점에서 오르막차로가 시작되어 다부터널 입구인 124.9 km 지점에서 종료되었으나 현재는 폐쇄되어 차선만 남아 있다. 폐쇄된 오르막차로는 바리케이드와 드럼통을 설치해 사용하지 못하게 막아 두었거나, 차선만 남아 있거나, 아예 차선 자체를 삭제해 흔적만 남아 있는 경우가 있다.
대한민국의 고속도로의 오르막차로는 기존에는 대부분 저속차량 합류형으로 설치되었으나, 저속차량 합류형 오르막차로는 화물차 등 저속차량이 사용을 기피하고 오르막차로 종점에서 저속차량이 속도를 회복하지 못한 상태에서 본선에 진입하여 차량이 지체되는 문제가 발생한 바, 2008년 말 한국도로공사는 중부고속도로 호법 분기점~일죽 나들목 간 지역의 오르막차로를 저속차량 합류형에서 고속차량 합류형(추월차로형)으로 변경하는 공사를 시범적으로 실시, 오르막차로 이용률이 7.5% 증가하고 통행속도가 17 km/h 정도 상승한 것으로 나타났다. 이에 따라 2009년 이후 고속도로에 있는 저속차량 합류형 오르막차로 다수가 고속차량 합류형으로 개조당하기도 하였다. 그러나 나중에 고속차량 합류형 오르막차로가 위험하다는 지적이 나와 다시 저속차량 합류형으로 환원된 경우도 있다. 대표적으로 영동고속도로 횡성군 둔내면, 소초면 구간은 원래 저속차량 합류형이었다가 2010년 고속차량 합류형으로 개조당했으나 2017년 이후 다시 저속차량 합류형으로 환원되었으며 이러한 구간은 중앙고속도로에도 상당히 많이 존재했었다. 심지어 광주대구고속도로도 2015년 확장되기 전까지 3개 구간(남원 분기점 서측, 사치재, 함양군 백전면)의 왕복 2차로 고속도로 상에 원래 저속차량 합류형이었는데 고속차량 합류형으로 개조당한 오르막차로가 존재했었고 이중 2개소는 현재도 접근 가능하다. 형태는 변경되었지만 표지판은 바꾸지 않아 위 사진처럼 표지판과 실제 형태가 반대로 되어 있는 경우도 있다. 
왕복 6차로 이상의 고속도로는 3차로(와 그 이상의 차로)가 실질적으로 오르막차로의 기능을 수행하기 때문에 별도의 오르막차로를 설치하지 않으며 보통은 왕복 4차로 이하의 고속도로(호남고속도로지선, 중앙고속도로 등)에만 설치되어 있다. 그러나 매우 예외적으로 경부고속도로 노포 나들목~양산시 동면 사송리 구간은 왕복 6차로임에도 불구하고 서울 방향으로 부산기점 5.0 km 지점에서 7.3 km 지점까지 2.3 km 구간에 최고 구배 4.5%의 오르막차로가 설치되어 있어, 이 구간은 부산방향 편도 3차로, 서울방향은 편도 4차로(3개 차로+오르막차로)이다. 이는 대한민국에서 현존하는 유일한 왕복 6차로 이상 고속도로 상의 오르막차로이다. 반대편에도 양산시 동면 사송리 매동교에서 시작하는 저속차량 합류형 오르막차로가 있었으나 2018년 이후 폐쇄되어 현재는 흔적만 남아 있다. 
과거 1990~2000년대에 개통된 88올림픽고속도로, 호남고속도로, 통영대전고속도로, 구마고속도로, 영동고속도로, 중앙고속도로 등은 건설 기술의 부족으로 부득이 도로에 기복이 많아 최초 건설 당시부터 다수의 오르막차로가 설치되었고 현재까지도 유지·운영되고 있으나, 2010년대 이후 건설된 순천완주고속도로, 서산영덕고속도로, 광주원주고속도로, 서울양양고속도로 등 최신 고속도로들은 토목공학 기술의 발전으로 산을 통째로 절개하거나 연속적인 터널과 교량의 건설이 가능해져 도로의 기복이 거의 없어진 바, 오르막차로가 불필요하게 되어 최근 개통된 고속도로에는 오르막차로가 존재하지 않는다. 예시로 광주대구고속도로는 과거 88올림픽고속도로였던 시절에는 도로의 구배가 심하여 다수의 오르막차로가 존재했으나 2015년 선형 개량 공사로 터널과 교량이 설치되어 도로의 기복이 거의 없어져 현재 광주대구고속도로 광주-대구 176 km 구간에는 오르막차로가 존재하지 않는다.
대한민국의 고속도로의 오르막차로 중 가장 긴 것은 영동고속도로 대관령 구간의 오르막차로로, 강릉 분기점 송암1교에서 시작해 대관령1터널을 지나 평창군 대관령면 횡계리의 서창기점 214.6 km 지점에서 종료되어 그 연장이 19.8 km에 달한다. 그 다음으로 긴 것은 새말 나들목~횡성휴게소 구간으로 횡성군 우천면 오원리(서창기점 143.9 km)에서 시작해 횡성휴게소(서창기점 152.6 km)에서 종료되며 그 연장은 8.84 km 이다. 죽령이나 중원터널 같이 대규모의 고개를 넘는 경우에는 오르막차로의 연장이 3 km를 초과하는 경우도 있으며, 그 외에 대부분은 연장이 1~2 km 정도이다. 
아래 표는 한국도로공사의 보고서와 위성, 항공사진 및 실제 관측값에 근거한다. 
- : 오르막차로 이용 가능
- : 과거 고속도로였던 구간이고 현재도 오르막차로 이용/접근 가능
- : 오르막차로 이용 불가
- : 과거 고속도로였던 구간이고 현재 오르막차로 이용/접근 불가
- : 고속도로 확장으로 인한 오르막차로 소멸
- "오르막차로 폐쇄" : 오르막차로 이용은 불가하나 차선은 남아 있음, "오르막차로 소멸" : 차선이 삭제되어 흔적만 남음

| 지점 방향                      | 구간 형태                                                                       | 운영 여부          | 경사 %       | 연장 km                 | 사진                                              | 사진                                              | 사진                                              | 사진                                              | 비고                              |
| 지점 방향                      | 구간 형태                                                                       | 운영 여부          | 경사 %       | 연장 km                 | 오르막차로 예고                                   | 오르막차로 시작                                   | 오르막차로 중간                                   | 오르막차로 끝                                     | 비고                              |
| 경부고속도로                   | 경부고속도로                                                                    | 경부고속도로       | 경부고속도로 | 경부고속도로            | 경부고속도로                                      | 경부고속도로                                      | 경부고속도로                                      | 경부고속도로                                      | 경부고속도로                      |
| ------------------------------ | ------------------------------------------------------------------------------- | ------------------ | ------------ | ----------------------- | ------------------------------------------------- | ------------------------------------------------- | ------------------------------------------------- | ------------------------------------------------- | --------------------------------- |
| 부산/양산 부산방향             | 양산시 동면 사송리→부산광역시 금정구 노포동 저속차량 합류형                     | 아니오             |              | 1.0                     |                                                   |                                                   |                                                   |                                                   | 오르막차로 소멸                   |
| 부산/양산 서울방향             | 노포 나들목→양산시 동면 사송리 진입로 직결형                                    | 예                 | 4.5          | 2.3                     |                                                   | 부산기점 5.0 km                                   | 부산기점 6.5 km                                   | 부산기점 7.3 km                                   |                                   |
| 남해고속도로                   |                                                                                 |                    |              |                         |                                                   |                                                   |                                                   |                                                   |                                   |
| 금오산 북측 부산방향           | 하동군 금남면 덕천리→고전면 성평리 남당교 저속(~2009)→고속차량 합류형           | 예                 | 3.96         | 1.5                     | 순천기점 36.4 km                                  | 순천기점 37.2 km                                  | 순천기점 37.8 km                                  | 순천기점 38.7 km                                  |                                   |
| 하동군 진교면 순천방향         | 진교졸음쉼터→하동군 진교면 백련리 저속(~2009)→고속차량 합류형                   | 예                 | 3.5          | 1.0                     |                                                   | 순천기점 44.0 km                                  | 순천기점 43.8 km                                  | 순천기점 43.0 km                                  |                                   |
| 하동군 진교면 순천방향         | 하동군 진교면 안심리 저속차량 합류형                                            | 예 · 보합          |              | 1.1                     |                                                   |                                                   |                                                   |                                                   | 구 고속도로                       |
| 밤치재 부산방향                | 사천시 서포면 금진리→곤양면 맥사리                                              | 예 · 보합          |              | 0.9                     |                                                   |                                                   |                                                   |                                                   | 구 고속도로                       |
| 봉산이고개 부산방향            | 장지 나들목→봉산이고개 저속차량 합류형                                          | 순위 유지          | 5.0          | 0.6                     | 고속도로 확장으로 소멸                            | 고속도로 확장으로 소멸                            | 고속도로 확장으로 소멸                            | 고속도로 확장으로 소멸                            |                                   |
| 봉산이고개 순천방향            | 함안 나들목→봉산이고개 저속차량 합류형                                          | 순위 유지          | 4.8          | 1.5                     | 고속도로 확장으로 소멸                            | 고속도로 확장으로 소멸                            | 고속도로 확장으로 소멸                            | 고속도로 확장으로 소멸                            |                                   |
| 남해고속도로제1지선            |                                                                                 |                    |              |                         |                                                   |                                                   |                                                   |                                                   |                                   |
| 신당고개 부산방향              | 산인 분기점 산인 요금소→창원시 내서읍 용담리 진입로 직결형                      | 예                 | 6.5          | 0.7                     |                                                   | 순천기점 114.8 km                                 |                                                   | 순천기점 115.5 km                                 |                                   |
| 신당고개 순천방향              | 창원시 내서읍 용담리 용담육교→신당고개 저속(~2010)→고속차량 합류형              | 예                 |              | 1.6                     |                                                   | 함안기점 3.2 km                                   |                                                   | 함안기점 1.6 km                                   |                                   |
| 88올림픽고속도로               |                                                                                 |                    |              |                         |                                                   |                                                   |                                                   |                                                   |                                   |
| 고령터널 광주방향              | 고령군 쌍림면 월막리→고령터널 저속차량 합류형                                   | 아니오 · 보합      |              | 0.7                     |                                                   |                                                   |                                                   |                                                   | 구 고속도로                       |
| 금평재 광주방향                | 합천군 야로면 청계리→금평재 저속차량 합류형                                     | 예 · 보합          |              | 1.0 (~2013) 0.5 (~2015) |                                                   |                                                   |                                                   |                                                   | 구 고속도로                       |
| 금평재 대구방향                | 합천군 야로면 금평리→금평재 저속차량 합류형                                     | 순위 유지          |              | 1.4                     | 해인사 나들목 진출입로 개량공사로 오르막차로 소멸 | 해인사 나들목 진출입로 개량공사로 오르막차로 소멸 | 해인사 나들목 진출입로 개량공사로 오르막차로 소멸 | 해인사 나들목 진출입로 개량공사로 오르막차로 소멸 | 구 고속도로                       |
| 성기리 광주방향                | 합천군 가야면 성기리→성기대교 저속차량 합류형                                   | 예 · 보합          |              | 1.0                     |                                                   |                                                   |                                                   |                                                   | 구 고속도로                       |
| 합천터널 광주방향              | 성기대교→합천터널 저속차량 합류형                                               | 아니오 · 보합      |              | 2.5                     |                                                   |                                                   |                                                   |                                                   | 구 고속도로                       |
| 합천터널 대구방향              | 거창군 가조면 일부리→합천터널 저속차량 합류형                                   | 아니오 · 순위 유지 | 7            | 3.6                     |                                                   |                                                   |                                                   |                                                   | 구 고속도로 오르막차로 폐쇄       |
| 살피재 광주방향                | 거창군 가조면 동례리→살피재 저속차량 합류형                                     | 예 · 보합          | 7.0          | 1.9                     |                                                   |                                                   |                                                   |                                                   | 구 고속도로                       |
| 살피재 대구방향                | 거창군 남하면 둔마리 남하1교→살피재 저속차량 합류형                             | 예 · 보합          |              | 1.0                     |                                                   |                                                   |                                                   |                                                   | 구 고속도로                       |
| 거창군/함양군 대구방향         | 함양군 수동면 죽산리→거창군 남상면 춘전리 저속차량 합류형                       | 순위 유지          | 5.0          | 2.1 1.7 (2011~)         | 고속도로 확장으로 소멸                            | 고속도로 확장으로 소멸                            | 고속도로 확장으로 소멸                            | 고속도로 확장으로 소멸                            | 오르막차로 소멸                   |
| 함양군 수동면 대구방향         | 함양군 수동면 우명리→하교리 저속차량 합류형                                     | 순위 유지          |              | 0.6                     | 고속도로 확장으로 소멸                            | 고속도로 확장으로 소멸                            | 고속도로 확장으로 소멸                            | 고속도로 확장으로 소멸                            | 오르막차로 소멸                   |
| 함양군 함양읍 광주방향         | 함양군 함양읍 교산리→대덕리 저속차량 합류형                                     | 순위 유지          |              | 1.0                     | 고속도로 확장으로 소멸                            | 고속도로 확장으로 소멸                            | 고속도로 확장으로 소멸                            | 고속도로 확장으로 소멸                            | 오르막차로 소멸                   |
| 함양군/남원시 광주방향         | 함양군 백전면 경백리 위천교→남원시 아영면 의지리 저속→고속차량 합류형           | 아니오 · 보합      |              | 2.5                     |                                                   |                                                   |                                                   |                                                   | 구 고속도로                       |
| 사치재 대구방향                | 장수군 번암면 유정리→사치재 저속→고속차량 합류형                                | 예 · 보합          |              | 3.4                     |                                                   |                                                   |                                                   |                                                   | 구 고속도로                       |
| 남원시 대산면 대구방향         | 남원시 대산면 풍촌리 저속(~2010)→고속차량 합류형                                | 예 · 보합          |              | 0.7                     |                                                   |                                                   |                                                   |                                                   | 구 고속도로                       |
| 새만금포항고속도로             |                                                                                 |                    |              |                         |                                                   |                                                   |                                                   |                                                   |                                   |
| 소양1터널 장수방향             | 완주군 소양면 해월리→화심리 저속(~2009)→고속차량 합류형                         | 예                 |              | 1.3                     |                                                   |                                                   |                                                   |                                                   |                                   |
| 완주군 상관면 장수방향         | 완주군 소양면 화심리 화심2교 저속(~2009)→고속차량 합류형                        | 예                 |              | 4.4                     |                                                   |                                                   |                                                   |                                                   |                                   |
| 백안터널 포항방향              | 대구광역시 동구 평광동→백안동 저속차량 합류형                                   | 예                 |              | 1.5                     |                                                   | 대구기점 4.1 km                                   | 대구기점 4.6 km                                   | 대구기점 5.6 km                                   |                                   |
| 경산시 와촌면 대구방향         | 경산시 와촌면 박사1교→와촌터널 저속(~2010)→고속차량 합류형                      | 예                 | 3.9          | 3.0                     |                                                   | 대구기점 15.4 km                                  |                                                   | 대구기점 12.4 km                                  |                                   |
| 영천시 청통면 포항방향         | 청통와촌 나들목→영천시 청통면 신통리 진입로 직결형                              | 예                 |              | 1.0                     |                                                   | 대구기점 18.4 km                                  | 대구기점 19.0 km                                  | 대구기점 19.4 km                                  |                                   |
| 호남고속도로지선               |                                                                                 |                    |              |                         |                                                   |                                                   |                                                   |                                                   |                                   |
| 대전 서구 서대전방향           | 대전광역시 서구 봉곡동→관저동 한천육교 저속차량 합류형                          | 예                 |              | 0.6                     |                                                   |                                                   |                                                   |                                                   |                                   |
| 대전 방동 논산방향             | 금곡천교→대전광역시 유성구 방동 저속(~2009)→고속차량 합류형                     | 예                 |              | 0.9                     |                                                   |                                                   |                                                   |                                                   |                                   |
| 대전 방동 서대전방향           | 대전광역시 유성구 방동 두계천교→금곡천교 진입로 직결형→고속차량 합류형          | 예                 |              | 1.0                     |                                                   |                                                   |                                                   |                                                   |                                   |
| 논산시 벌곡면 논산방향         | 논산시 벌곡면 조령리→신양리 저속(~2009)→고속차량 합류형                         | 예                 |              | 2.1                     |                                                   |                                                   |                                                   |                                                   |                                   |
| 논산시 벌곡면 서대전방향       | 논산시 벌곡면 신양리 공수교→조령리 저속(~2010)→고속차량 합류형                  | 예                 |              | 1.9                     |                                                   |                                                   |                                                   |                                                   |                                   |
| 덕목재 서대전방향              | 논산시 양촌면 산직리→덕목재 고속차량 합류형                                     | 예                 |              | 1.6                     |                                                   |                                                   |                                                   |                                                   |                                   |
| 호남고속도로                   |                                                                                 |                    |              |                         |                                                   |                                                   |                                                   |                                                   |                                   |
| 못재 순천방향                  | 구 호남고속도로 장성 나들목→장성군 남면 녹진리 진입로 직결형                    | 아니오 · 보합      | 5.8          | 0.7                     |                                                   | 순천기점 95.8 km                                  |                                                   | 순천기점 95.1 km                                  | 구 고속도로 오르막차로 폐쇄       |
| 못재 천안방향                  | 구 호남고속도로 장성군 남면 녹진리→못재 저속차량 합류형                         | 아니오 · 보합      | 6.5          | 3.0                     |                                                   | 순천기점 91.0 km                                  |                                                   | 순천기점 94.0 km                                  | 구 고속도로 오르막차로 폐쇄       |
| 도동고개 순천방향              | 문흥 분기점→동광주 요금소 불명                                                  | 순위 유지          | 4.5          |                         | 고속도로 확장공사로 소멸                          | 고속도로 확장공사로 소멸                          | 고속도로 확장공사로 소멸                          | 고속도로 확장공사로 소멸                          |                                   |
| 접치 순천방향                  | 순천시 주암면 복다리→접치 저속(~2011)→고속차량 합류형                           | 예                 | 4.9          | 3.6                     |                                                   | 순천기점 19.1 km                                  |                                                   | 순천기점 15.5 km                                  |                                   |
| 비월재 순천방향                | 승주 나들목→순천휴게소 저속(~2010)→고속차량 합류형                              | 예                 | 5.0          | 5.0                     | 순천기점 9.6 km                                   | 순천기점 8.8 km                                   | 순천기점                                          | 순천기점 3.8 km                                   | 순천2터널 내부 오르막차로 연장    |
| 비월재 천안방향                | 서순천 나들목→순천2터널 진입로 직결형                                           | 예                 | 5.0          | 5.1                     |                                                   | 순천기점 1.2 km                                   |                                                   | 순천기점 6.3 km                                   | 순천2터널 내부 오르막차로 연장    |
| 비월재 순천방향                | 순천시 승주읍 신성리→비월재 저속차량 합류형                                     | 예 · 보합          |              |                         |                                                   |                                                   |                                                   |                                                   | 구 고속도로                       |
| 서산영덕고속도로               |                                                                                 |                    |              |                         |                                                   |                                                   |                                                   |                                                   |                                   |
| 석단산 서산방향                | 상주시 가장동→외남면 지사리 고속차량 합류형                                     | 예                 |              | 1.2                     |                                                   |                                                   |                                                   |                                                   |                                   |
| 밤원고개 서산방향              | 상주졸음쉼터→상주시 내서면 서원리 서원4교 고속차량 합류형→진입로 직결형 (2021~) | 예                 |              | 3.0 (~2020) 2.3 (2021~) |                                                   |                                                   |                                                   |                                                   | 오르막차로 단축                   |
| 화령 서산방향                  | 상주시 화서면 상곡리 상곡교→화서 나들목 고속차량 합류형                         | 예                 |              | 1.7                     |                                                   |                                                   |                                                   |                                                   |                                   |
| 중부고속도로/제2중부고속도로 / |                                                                                 |                    |              |                         |                                                   |                                                   |                                                   |                                                   |                                   |
| 산곡 분기점 통영방향           | 산곡 분기점→하남시 상산곡동 () 저속차량 합류형                                  | 아니오             | 2.5          | 0.826                   |                                                   | 통영기점 357.1 km                                 |                                                   | 통영기점 356.3 km                                 | 오르막차로 소멸                   |
| 산곡 분기점 하남방향           | 광주시 남한산성면 엄미리→산곡 분기점 () 저속차량 합류형                         | 아니오             | 2.5          | 0.486                   |                                                   | 통영기점 356.2 km                                 |                                                   | 통영기점 356.7 km                                 | 오르막차로 소멸                   |
| 산인 분기점 이천방향           | 산곡 분기점→산곡터널 () 저속차량 합류형                                         | 아니오             | 2.0          | 0.79                    |                                                   | 통영기점 356.0 km                                 |                                                   | 통영기점 356.8 km                                 | 오르막차로 소멸                   |
| 남들기고개 이천방향            | 광주시 초월읍 신월리 () 저속차량 합류형                                         | 아니오             | 2.0          | 1.0                     |                                                   | 통영기점 345.1 km                                 |                                                   | 통영기점 344.1 km                                 | 오르막차로 소멸                   |
| 사실터고개 이천방향            | 이천시 모가면 두미리→안성시 일죽면 방초리 저속(~2008)→고속차량 합류형           | 예                 | 4.5          | 1.2                     |                                                   | 통영기점 314.5 km                                 |                                                   | 통영기점 312.7 km                                 |                                   |
| 사실고개 서울방향              | 안성시 일죽면 방초리→사실터고개 저속차량 합류형                                 | 아니오             |              | 1.1                     |                                                   | 통영기점 312.5 km                                 |                                                   | 통영기점 313.6 km                                 | 오르막차로 소멸                   |
| 낙타고개 서울방향              | 안성시 일죽면 청미천교→고은리 저속(~2010)→고속차량 합류형                       | 예                 | 3.5          | 1.1                     |                                                   | 통영기점 312.5 km                                 |                                                   | 통영기점 313.6 km                                 |                                   |
| 통영대전고속도로               |                                                                                 |                    |              |                         |                                                   |                                                   |                                                   |                                                   |                                   |
| 마달터널 통영방향              | 대전광역시 동구 삼괴동→금산군 추부면 요광리 장산교 저속(~2009)→고속차량 합류형  | 예                 | 3.0          | 1.7                     |                                                   | 통영기점 201.3 km                                 |                                                   | 통영기점 199.6 km                                 | 마달터널 내부까지 오르막차로 연장 |
| 마달터널 대전방향              | 금산군 추부면 요광리 장산교→마달터널 저속차량 합류형                            | 아니오             | 2.9          | 0.4                     |                                                   | 통영기점 199.4 km                                 |                                                   | 통영기점 199.8 km                                 | 오르막차로 폐쇄                   |
| 금산군 대전방향                | 금산군 금성면 대암리→추부면 장대리 저속(~2010)→고속차량 합류형                  | 예                 | 3.0          | 1.0                     |                                                   | 통영기점 193.0 km                                 |                                                   | 통영기점 194.0 km                                 |                                   |
| 충남/전북 통영방향             | 충청남도 금산군 금산졸음쉼터→전라북도 무주군 저속차량 합류형                    | 예                 | 3.5          | 1.6                     |                                                   | 통영기점 175.9 km                                 |                                                   | 통영기점 174.3 km                                 |                                   |
| 충남/전북 대전방향             | 전라북도 무주군→충청남도 금산군 저속(~2010)→고속차량 합류형                     | 예                 | 3.3          | 1.5                     |                                                   | 통영기점 173.0 km                                 |                                                   | 통영기점 174.5 km                                 |                                   |
| 무주군 적상면 통영방향         | 적상면 사천리→무주졸음쉼터 저속차량 합류형                                      | 아니오             |              | 1.4                     |                                                   | 통영기점 161.5 km                                 | 무주졸음쉼터                                      | 통영기점 159.9 km                                 | 오르막차로 폐쇄                   |
| 어각재 통영방향                | 적상터널→오도재터널 고속차량 합류형                                             | 예                 |              | 2.5 (~2010) 2.3 (2012~) | 적상터널                                          | 통영기점 158.1 km                                 | 통영기점 157.4 km                                 | 통영기점 155.6 km                                 |                                   |
| 장수군 계북면 대전방향         | 장수군 계북면 어전리 어전1교→원촌리 저속(~2010)→고속차량 합류형                 | 예                 |              | 1.1                     |                                                   | 통영기점 142.2 km                                 |                                                   | 통영기점 143.3 km                                 |                                   |
| 집재 대전방향                  | 장수군 장계면 금덕리 금덕2교→집재터널 저속(~2010)→고속차량 합류형               | 예                 | 2.8          | 2.0                     |                                                   | 통영기점 137.8 km                                 |                                                   | 통영기점 139.8 km                                 |                                   |
| 장수군 장계면 통영방향         | 장수 분기점→장계면 오동리 오동2교 진입로 직결형                                 | 예                 | 2.9          | 2.2                     | 통영기점 135.0 km                                 | 통영기점 134.2 km                                 |                                                   | 통영기점 132.0 km                                 |                                   |
| 육십령터널 대전방향            | 서상 나들목→육십령터널 진입로 직결형                                            | 아니오             | 5.0          | 2.0                     |                                                   | 통영기점 126.0 km                                 |                                                   | 통영기점 128.0 km                                 |                                   |
| 중부내륙고속도로               |                                                                                 |                    |              |                         |                                                   |                                                   |                                                   |                                                   |                                   |
| 중원터널 창원방향              | 충주시 앙성면 지당리→중원터널 저속차량 합류형                                   | 예                 |              | 2.7                     |                                                   | 창원기점 245.5 km                                 |                                                   | 창원기점 242.8 km                                 | 중원터널 내부까지 오르막차로 연장 |
| 중원터널 양평방향              | 충주시 노은면 가신리→중원터널 저속차량 합류형                                   | 아니오             |              | 3.4                     |                                                   | 창원기점 241.1 km                                 |                                                   | 창원기점 244.5 km                                 | 오르막차로 폐쇄                   |
| 상주터널 창원방향              | 상주시 낙동면 유곡리→상주터널                                                   | 예                 | 3.7          | 3.17                    |                                                   | 창원기점 136.4 km                                 |                                                   | 창원기점 133.1 km                                 |                                   |
| 중부내륙고속도로지선           |                                                                                 |                    |              |                         |                                                   |                                                   |                                                   |                                                   |                                   |
| 옥포읍 현풍방향                | 옥포 분기점→달성 나들목 저속차량 합류형                                         | 예                 | 3            | 1.1                     |                                                   | 현풍기점 14.9 km                                  |                                                   | 현풍기점 13.8 km                                  |                                   |
| 달성 나들목 창원방향           | 달성 나들목 요금소→달성터널 진입로 직결형                                       | 예 · 보합          |              | 1.3                     |                                                   |                                                   |                                                   |                                                   | 구 고속도로                       |
| 쌍산고개 대구방향              | 현풍읍→논공읍 저속(~2009)→고속차량 합류형                                       | 예                 |              | 1.8                     |                                                   | 현풍기점 4.4 km                                   |                                                   | 현풍기점 6.2 km                                   |                                   |
| 영동고속도로                   |                                                                                 |                    |              |                         |                                                   |                                                   |                                                   |                                                   |                                   |
| 대관령 인천방향                | 강릉 분기점→대관령1터널 출구 저속차량 합류형                                    | 예                 | 5            | 19.8                    |                                                   |                                                   |                                                   | 인천기점 214.6 km                                 |                                   |
| 대관령 인천방향                | 강릉시 성산면 어흘리→대관령                                                     | 예 · 보합          |              | 11.2                    |                                                   |                                                   |                                                   |                                                   | 구 고속도로                       |
| 싸리재 강릉방향                | 평창군 대관령면 유천리→싸리재 저속→고속(2010~2016)→저속차량 합류형              | 예                 |              | 3.4                     |                                                   | 인천기점 206.7 km                                 |                                                   | 인천기점 210.1 km                                 |                                   |
| 속사리재 인천방향              | 평창군 진부면 하진부리→속사리재 저속차량 합류형                                 | 예 · 보합          |              | 3.7                     |                                                   |                                                   |                                                   |                                                   | 구 고속도로                       |
| 속사리재 강릉방향              | 평창군 용평면 속사리→속사리재 저속차량 합류형                                   | 예 · 보합          |              | 2.3                     |                                                   |                                                   |                                                   |                                                   | 구 고속도로                       |
| 영동2터널 인천방향             | 평창군 용평면 백옥포리→영동2터널 저속차량 합류형                                | 예 · 보합          |              | 1.0                     |                                                   |                                                   |                                                   |                                                   | 구 고속도로                       |
| 영동2터널 강릉방향             | 평창군 봉평면 면온리→영동2터널 저속차량 합류형                                  | 예 · 보합          |              | 0.9                     |                                                   |                                                   |                                                   |                                                   | 구 고속도로                       |
| 둔내터널 인천방향              | 평창군 봉평면 진조리→둔내터널 저속차량 합류형                                   | 아니오             |              | 1.9                     |                                                   | 인천기점 174.2 km                                 |                                                   | 인천기점 172.3 km                                 | 오르막차로 폐쇄                   |
| 영동1터널 인천방향             | 평창군 봉평면 진조리→영동1터널 저속차량 합류형                                  | 예 · 보합          |              | 3.5                     |                                                   |                                                   |                                                   |                                                   | 구 고속도로                       |
| 둔내터널 강릉방향              | 횡성군 둔내면 자포곡교→삽교졸음쉼터 저속→고속(2010~2018)→저속차량 합류형        | 예                 |              | 3.0                     |                                                   | 인천기점 164.4 km                                 |                                                   | 인천기점 167.4 km                                 |                                   |
| 영동1터널 강릉방향             | 횡성군 둔내면 삽교리→영동1터널 저속차량 합류형                                  | 예 · 보합          |              | 1.9                     |                                                   |                                                   |                                                   |                                                   | 구 고속도로                       |
| 횡성군 안흥면 인천방향         | 횡성군 둔내면 현천리 현천1교→횡성휴게소 저속차량 합류형                         | 예                 | 4.0          | 1.2                     |                                                   | 인천기점 154.9 km                                 |                                                   | 인천기점 153.7 km                                 |                                   |
| 횡성군 우천면 강릉방향         | 횡성군 우천면 우향리→횡성휴게소 저속→고속→저속차량 합류형                       | 예                 | 5            | 8.84                    |                                                   | 인천기점 143.9 km                                 |                                                   | 인천기점 152.6 km                                 |                                   |
| 횡성군 우천면 강릉방향         | 횡성군 우천면 상대리 저속차량 합류형                                            | 예 · 보합          |              | 3.2                     |                                                   |                                                   |                                                   |                                                   | 구 고속도로                       |
| 소초면 인천방향                | 원주시 소초면 교향1교→교향1리 저속→고속→저속차량 합류형                         | 예                 | 3.5          | 1.3                     |                                                   | 인천기점 139.5 km                                 |                                                   | 인천기점 138.2 km                                 |                                   |
| 소초면 강릉방향                | 원주시 소초면 평장리→교향리 교향1교 저속→고속→저속차량 합류형                   | 예                 |              | 1.8                     |                                                   | 인천기점 137.0 km                                 |                                                   | 인천기점 138.7 km                                 |                                   |
| 중앙고속도로                   |                                                                                 |                    |              |                         |                                                   |                                                   |                                                   |                                                   |                                   |
| 원창고개 대구방향              | 춘천 요금소→원창고개 저속→고속(2010~2014)→저속차량 합류형                       | 예                 |              | 3.7                     |                                                   | 부산기점 384.4 km                                 |                                                   | 부산기점 380.7 km                                 |                                   |
| 원창고개 춘천방향              | 춘천시 동산면 원창리 원창5교→원창고개/춘천휴게소 저속차량 합류형                | 예                 |              | 1.0                     |                                                   | 부산기점 380.3 km                                 |                                                   | 부산기점 381.3 km                                 |                                   |
| 춘천시 동산면 춘천방향         | 춘천시 동산면 봉명리→원무1터널 저속차량 합류형                                  | 아니오             | 3            | 0.9                     |                                                   |                                                   |                                                   |                                                   |                                   |
| 말고개 춘천방향                | 횡성졸음쉼터 (춘천방향)→말고개 저속차량 합류형→진입로 직결형                    | 예                 | 3.2          | 0.9                     |                                                   | 부산기점 345.5 km                                 |                                                   | 부산기점 346.4 km                                 |                                   |
| 치악재 대구방향                | 원주시 판부면 금대리 판부5교→치악휴게소 저속→고속→저속차량 합류형               | 예                 | 6            | 2.2 1.9 (2015~)         |                                                   | 부산기점 300.7 km                                 |                                                   | 부산기점 299.5 km                                 |                                   |
| 비끼재 대구방향                | 제천시 봉양읍 학산리 학산교→비끼재 저속차량 합류형                              | 예                 | 5.9          | 1.1                     |                                                   | 부산기점 290.5 km                                 |                                                   | 부산기점 289.6 km                                 |                                   |
| 비끼재 춘천방향                | 제천시 봉양읍 명암리 명암3교→비끼재 저속(~2010)→고속차량 합류형                 | 예                 |              | 1.0                     |                                                   | 부산기점 289.0 km                                 |                                                   | 부산기점 290.0 km                                 |                                   |
| 제천시 봉양읍 대구방향         | 제천시 봉양읍 장평리→제천주차장 저속차량 합류형                                 | 예                 | 4.4          | 1.3                     |                                                   | 부산기점 279.6 km                                 |                                                   | 부산기점 278.3 km                                 |                                   |
| 제천시 봉양읍 춘천방향         | 제천시 봉양읍 삼거리→장평리 저속차량 합류형                                     | 예                 | 3.6          | 0.9                     |                                                   | 부산기점 277.7 km                                 |                                                   | 부산기점 278.6 km                                 |                                   |
| 제천시 금성면 춘천방향         | 제천 분기점→제천휴게소 저속→고속차량 합류형(2011~2015)→진입로 직결형            | 예                 | 4.2          | 1.5                     |                                                   | 부산기점 274.9 km                                 |                                                   | 부산기점 276.4 km                                 |                                   |
| 제천터널 대구방향              | 제천시 금성면 중전리 금성교→제천터널 저속→고속(2009~2015)→차량 합류형           | 예                 |              | 1.5                     |                                                   | 부산기점 271.2 km                                 |                                                   | 부산기점 269.7 km                                 |                                   |
| 제천터널 춘천방향              | 단양군 적성면 하원곡리 하원곡2교→제천터널 저속(~2009)→고속차량 합류형           | 예                 |              | 1.4                     |                                                   | 부산기점 266.4 km                                 |                                                   | 부산기점 267.8 km                                 |                                   |
| 적성터널 대구방향              | 단양군 적성면 기동리→적성터널 저속차량 합류형                                   | 예                 |              | 2.0                     |                                                   | 부산기점 260.0 km                                 |                                                   | 부산기점 258.0 km                                 |                                   |
| 적성터널 춘천방향              | 단양군 적성면 상리교→적성터널 저속→고속→저속차량 합류형                         | 예                 | 4.9          | 2.1                     |                                                   | 부산기점 256.1 km                                 |                                                   | 부산기점 258.0 km                                 | 적성터널 내부까지 오르막차로 연장 |
| 죽령 대구방향                  | 단양 나들목→죽령터널 진입로 직결형                                              | 예                 | 3.5          | 3.6                     |                                                   | 부산기점 246.8 km                                 |                                                   | 부산기점 243.2 km                                 |                                   |
| 죽령 춘천방향                  | 풍기 나들목→영주시 풍기읍 수철리 죽령교 저속(~2011)→고속차량 합류형             | 예                 |              | 2.2                     |                                                   | 부산기점 235.3 km                                 |                                                   | 부산기점 237.5 km                                 |                                   |
| 영주시 안정면 춘천방향         | 영주시 안정면 용산리→봉암리 저속차량 합류형                                     | 예                 | 3.5          | 0.9                     |                                                   | 부산기점 226.6 km                                 |                                                   | 부산기점 227.5 km                                 |                                   |
| 예천군 보문면 춘천방향         | 예천군 보문면 옥천리→도양리 저속(~2009)→고속차량 합류형                         | 예                 | 4.8          | 1.1                     |                                                   | 부산기점 212.5 km                                 |                                                   | 부산기점 213.6 km                                 |                                   |
| 예천군 보문면 대구방향         | 예천군 보문면 오암리→보문터널 저속(~2009)→고속차량 합류형                       | 예                 |              | 1.0                     |                                                   | 부산기점 205.2 km                                 | 부산기점 204.8 km                                 | 부산기점 204.2 km                                 |                                   |
| 다부터널 춘천방향              | 동명휴게소→다부 나들목 저속차량 합류형                                          | 아니오             | 3.9          | 2.1                     |                                                   | 부산기점 122.8 km                                 | 부산기점                                          | 부산기점 124.9 km                                 | 오르막차로 폐쇄                   |
| 동해고속도로                   |                                                                                 |                    |              |                         |                                                   |                                                   |                                                   |                                                   |                                   |
| 밤재 속초방향                  | 옥계 나들목→강릉1터널 진입로 직결형                                             | 예                 |              | 3.3                     |                                                   | 근덕기점 33.5 km                                  |                                                   | 근덕기점 36.7 km                                  |                                   |
| 동해1터널 동해방향             | 강릉시 강동면 모전 IS→임곡 IS 저속차량 합류형                                   | 예 · 보합          |              | 1.1                     |                                                   |                                                   |                                                   |                                                   | 구 동해고속도로                   |
| 동해1터널 강릉방향             | 강릉시 강동면 산성우리 정동 IS→동해1호터널 저속차량 합류형                      | 예 · 보합          |              | 1.2                     |                                                   |                                                   |                                                   |                                                   | 구 동해고속도로                   |
| 밤재 동해방향                  | 강릉시 강동면 산성우리→동해2터널 저속차량 합류형                                | 예 · 보합          |              | 0.3                     |                                                   |                                                   |                                                   |                                                   | 구 동해고속도로                   |
| 밤재 강릉방향                  | 강릉시 옥계면 낙풍리→동해2터널 저속차량 합류형                                  | 예 · 보합          |              | 0.7                     |                                                   |                                                   |                                                   |                                                   | 구 동해고속도로                   |

### 국도
대한민국의 국도는 제한속도가 낮고 도로의 기복이 더 심해, 고속도로에 비해 오르막차로가 많은 편이다. 대한민국의 국도의 오르막차로는 거의 다 저속차량 합류형(포켓형)이다. 다만 극히 예외적으로 통영시 도산면 도선리 노전마을에서 여우치고개를 향해 올라가는 오르막차로는 본선에서 좌측으로 분기되어 형태상 고속차량 합류형(추월차로형)에 해당한다. 한국의 고개를 넘는 부분은 굴곡이 심해 고속도로에 비해 오르막차로가 더 길며 구룡령같이 큰 고개에서는 오르막차로의 연장이 3 km를 초과하는 경우도 있다. 그러나 죽령(대강교차로→기동교, 기동교→용부원3리, 용부원리→죽령 정상)과 같이 오르막차로가 계속 이어지지 않고 끊어졌다 시작하는 식으로 불연속적인 경우도 있다.    
| 지점                                  | 번호·도로명                           | 구간 형태                                                                             | 경사 %                                | 연장 km                               | 사진                                  | 사진                                  | 사진                                         | 비고                                         |                                       |
| 지점                                  | 번호·도로명                           | 구간 형태                                                                             | 경사 %                                | 연장 km                               | 오르막차로 시작                       | 오르막차로 중간                       | 오르막차로 끝                                | 비고                                         |                                       |
| 수도권 (서울특별시·인천광역시·경기도) | 수도권 (서울특별시·인천광역시·경기도) | 수도권 (서울특별시·인천광역시·경기도)                                                 | 수도권 (서울특별시·인천광역시·경기도) | 수도권 (서울특별시·인천광역시·경기도) | 수도권 (서울특별시·인천광역시·경기도) | 수도권 (서울특별시·인천광역시·경기도) | 수도권 (서울특별시·인천광역시·경기도)        | 수도권 (서울특별시·인천광역시·경기도)        | 수도권 (서울특별시·인천광역시·경기도) |
| ------------------------------------- | ------------------------------------- | ------------------------------------------------------------------------------------- | ------------------------------------- | ------------------------------------- | ------------------------------------- | ------------------------------------- | -------------------------------------------- | -------------------------------------------- | ------------------------------------- |
|                                       |                                       |                                                                                       |                                       |                                       |                                       |                                       |                                              |                                              |                                       |
| 아치산 남동측 거창방향                | 금강로                                | 포천시 화현면 화현리 운악교차로→가평군 상면 봉수리 봉수교차로 진입로 직결형           |                                       | 1.6                                   |                                       |                                       |                                              |                                              |                                       |
| 가평군 상면 파주방향                  | 조종로                                | 가평군 상면 율길리 물곡2교→자작2교 저속차량 합류형                                    |                                       | 1.0                                   |                                       |                                       |                                              |                                              |                                       |
| 빛고개 고성방향                       | 경춘로                                | 가평군 청평면 상천리→빛고개 진입로 직결형                                             |                                       | 0.7                                   |                                       |                                       |                                              |                                              |                                       |
| 갈치고개 가평방향                     | 호반로                                | 가평군 가평읍 이화리→갈치고개 저속차량 합류형                                         |                                       | 0.7                                   |                                       |                                       |                                              |                                              |                                       |
| 가평군 가평읍 가평방향                | 호반로                                | 가평군 가평읍 복장리 저속차량 합류형                                                  |                                       | 1.0                                   |                                       |                                       |                                              |                                              |                                       |
| 가평군 청평면 화천방향                | 호반로                                | 가평군 청평면 고성리 저속차량 합류형                                                  |                                       | 1.2                                   |                                       |                                       |                                              |                                              |                                       |
| 칠읍산 북서측 강릉방향                | 경강로                                | 양평군 양평읍 대흥리→용문면 삼성리 저속차량 합류형                                    |                                       | 0.7                                   |                                       |                                       |                                              |                                              |                                       |
| 대지고개 고성방향                     | 포은대로                              | 용인시 수지구 죽전동 꽃메교차로→대지고개 진입로 직결형                                |                                       | 2.1                                   |                                       |                                       |                                              |                                              |                                       |
| 대지고개 세종방향                     | 포은대로                              | 용인시 처인구 모현읍 오산리→대지고개 저속차량 합류형                                  |                                       | 1.5                                   |                                       |                                       |                                              |                                              |                                       |
|                                       |                                       |                                                                                       |                                       |                                       |                                       |                                       |                                              |                                              |                                       |
| 강원특별자치도                        |                                       |                                                                                       |                                       |                                       |                                       |                                       |                                              |                                              |                                       |
|                                       |                                       |                                                                                       |                                       |                                       |                                       |                                       |                                              |                                              |                                       |
| 실내고개 양양방향                     | 수피령로                              | 화천군 상서면 다목리→실내고개 저속차량 합류형                                         |                                       | 0.3                                   |                                       |                                       |                                              |                                              |                                       |
| 실내고개 철원방향                     | 수피령로                              | 화천군 사내면 명월리→실내고개 저속차량 합류형                                         |                                       | 0.3                                   |                                       |                                       |                                              |                                              |                                       |
| 추곡터널 고성방향                     | 춘양로                                | 화천군 간동면 간척리→추곡터널 저속차량 합류형                                         |                                       | 1.3                                   |                                       |                                       |                                              |                                              |                                       |
| 추곡터널 인천방향                     | 춘양로                                | 춘천시 북산면 추곡리→추곡터널 저속차량 합류형                                         |                                       | 1.9                                   |                                       |                                       |                                              |                                              |                                       |
| 양구터널 고성방향                     | 삼팔선로                              | 양구군 국토정중앙면 청리→양구터널 저속차량 합류형                                     |                                       | 0.7                                   |                                       |                                       |                                              |                                              |                                       |
| 양구터널 인천방향                     | 삼팔선로                              | 양구군 국토정중앙면 원리→양구터널 저속차량 합류형                                     |                                       | 1.6                                   |                                       |                                       |                                              |                                              |                                       |
| 인제군 남면 고성방향                  | 삼팔선로                              | 인제군 남면 상수내리→신남리 저속차량 합류형                                           |                                       | 0.8                                   |                                       |                                       |                                              |                                              |                                       |
| 인제군 남면 인천방향                  | 삼팔선로                              | 인제군 남면 신남리→상수내리 저속차량 합류형                                           |                                       | 1.5                                   |                                       |                                       |                                              |                                              |                                       |
| 구룡령 철원방향                       | 구룡령로                              | 양양군 서면 갈천리→구룡령 저속차량 합류형                                             |                                       |                                       |                                       |                                       |                                              |                                              |                                       |
| 구룡령 양양방향                       | 구룡령로                              | 홍천군 내면 명개리 명개삼거리→구룡령 저속차량 합류형                                  |                                       | 6.4                                   |                                       |                                       |                                              |                                              |                                       |
| 춘천시 신북읍 화천방향                | 순환대로                              | 춘천시 신북읍 천전리 천전 나들목→유포리 신북 교차로 저속차량 합류형                   | 5                                     | 1.7                                   |                                       |                                       |                                              |                                              |                                       |
| 춘천시 신동면 고성방향                | 순환대로                              | 춘천시 신동면 팔미리→증리 저속차량 합류형                                             |                                       | 0.24                                  |                                       |                                       |                                              |                                              |                                       |
| 거니고개 양평방향                     | 설악로                                | 인제군 남면 어론리 과훈단교차로→거니고개 저속차량 합류형                              |                                       | 1.2                                   |                                       |                                       |                                              |                                              |                                       |
| 거니고개 양양방향                     | 설악로                                | 홍천군 두촌면 장남리 원거교차로→거니고개 저속차량 합류형                              |                                       | 0.9                                   |                                       |                                       |                                              |                                              |                                       |
| 말고개 양양방향                       | 설악로                                | 홍천군 화촌면 성산리 성산3교→말고개교차로 진입로 직결형                               |                                       | 0.7                                   |                                       |                                       |                                              |                                              |                                       |
| 홍천군 화촌면 양양방향                | 설악로                                | 홍천군 화촌면 성산리 저속차량 합류형                                                  |                                       | 0.6                                   |                                       |                                       |                                              |                                              |                                       |
| 운두령 부산방향                       | 운두령로                              | 홍천군 내면 자운리→운두령 저속차량 합류형                                             |                                       |                                       |                                       |                                       |                                              |                                              |                                       |
| 운두령 안변방향                       | 운두령로                              | 평창군 용평면 노동리→운두령 저속차량 합류형                                           |                                       |                                       |                                       |                                       |                                              |                                              |                                       |
| 동해1터널 부산방향                    | 동해대로                              | 강릉시 강동면 모전리 임곡교차로 (구 모전평면교차로)→구 임곡평면교차로 저속차량 합류형 |                                       | 1.1                                   |                                       |                                       |                                              | 구 동해고속도로                              |                                       |
| 동해1터널 온성방향                    | 동해대로                              | 강릉시 강동면 산성우리 정동진교차로 (구 정동평면교차로)→동해1호터널 저속차량 합류형   |                                       | 1.2                                   |                                       |                                       |                                              | 구 동해고속도로                              |                                       |
| 동해2터널 부산방향                    | 동해대로                              | 강릉시 강동면 산성우리→동해2터널 저속차량 합류형                                      |                                       | 0.3                                   |                                       |                                       |                                              | 구 동해고속도로                              |                                       |
| 동해2터널 온성방향                    | 동해대로                              | 강릉시 옥계면 낙풍리→동해2터널 저속차량 합류형                                        |                                       | 0.7                                   |                                       |                                       |                                              | 구 동해고속도로                              |                                       |
| 삼마치 통영방향                       | 영서로                                | 홍천군 홍천읍 삼마치리→삼마치터널 저속차량 합류형                                     |                                       | 1.6                                   |                                       |                                       |                                              |                                              |                                       |
| 삼마치 자성방향                       | 영서로                                | 횡성군 공근면 상창봉리→삼마치터널 진입로 직결형                                       |                                       | 1.9                                   |                                       |                                       |                                              |                                              |                                       |
| 양구두미재                            | 경강로                                | 횡성군 둔내면 화동리→태기산터널 저속차량 합류형                                       |                                       | 2.5                                   |                                       |                                       |                                              |                                              |                                       |
| 신당고개 양양방향                     | 설악로                                | 양평군 청운면 삼성리→홍천군 남면 유목정리 저속차량 합류형                             |                                       | 1.0                                   |                                       |                                       |                                              |                                              |                                       |
| 도덕고개 강릉방향                     | 경강로                                | 양평군 청운면 갈운리→횡성군 서원면 유현리 풍수원교차로 저속차량 합류형                |                                       | 1.5                                   |                                       |                                       |                                              |                                              |                                       |
| 횡성군 서원면 인천방향                | 경강로                                | 횡성군 서원면 유현리 저속차량 합류형                                                  |                                       | 0.6                                   |                                       |                                       |                                              |                                              |                                       |
| 횡성군 공근면                         | 경강로                                | 횡성군 공근면 초원리 농공단지입구→서원면 유현리 저속차량 합류형                       |                                       | 1.6                                   |                                       |                                       |                                              |                                              |                                       |
| 삼척시 근덕면 부산방향                | 동해대로                              | 삼척시 근덕면 동막리→궁촌리 저속차량 합류형                                           |                                       | 0.7                                   |                                       |                                       |                                              |                                              |                                       |
| 삼척시 근덕면 고성방향                | 동해대로                              | 삼척시 근덕면 궁촌리→동막리 저속차량 합류형                                           |                                       | 1.5                                   |                                       |                                       |                                              |                                              |                                       |
| 문재 강릉방향                         | 서동로                                | 횡성군 안흥면 상안리→문재터널 저속차량 합류형                                         |                                       | 2.2                                   |                                       |                                       |                                              |                                              |                                       |
| 문재 인천방향                         | 서동로                                | 평창군 방림면 운교리 운교삼거리→문재터널 저속차량 합류형                              |                                       | 2.2                                   |                                       |                                       |                                              |                                              |                                       |
| 여우재 강릉방향                       | 서동로                                | 평창군 방림면 운교2리→여우재 저속차량 합류형                                          |                                       | 1.1                                   |                                       |                                       |                                              |                                              |                                       |
| 여우재 인천방향                       | 서동로                                | 평창군 방림면 운교3리→여우재 저속차량 합류형                                          |                                       | 2.2                                   |                                       |                                       |                                              |                                              |                                       |
| 두문동재 동해방향                     | 강원남로                              | 정선군 고한읍 고한리→두문동재터널 저속차량 합류형                                     | 10                                    | 3.0                                   |                                       |                                       |                                              |                                              |                                       |
| 마차재 태안방향                       | 강원남로                              | 정선군 남면 문곡리→마차재 저속차량 합류형                                             |                                       | 2.2                                   |                                       |                                       |                                              |                                              |                                       |
| 마차재 동해방향                       | 강원남로                              | 정선군 신동읍 가사리 원평육교→마차재 저속차량 합류형                                  |                                       | 2.3                                   |                                       |                                       |                                              |                                              |                                       |
| 영월군 남면 태안방향                  | 강원남로                              | 영월군 한반도면 후탄리 연정교차로→동강휴게소 저속차량 합류형                          |                                       | 1.6                                   |                                       |                                       |                                              |                                              |                                       |
| 삼척시 원덕읍 부산방향                | 동해대로                              | 삼척시 원덕읍 월천리→월천터널 저속차량 합류형                                         |                                       | 1.2                                   |                                       |                                       |                                              |                                              |                                       |
| 충청북도                              |                                       |                                                                                       |                                       |                                       |                                       |                                       |                                              |                                              |                                       |
|                                       |                                       |                                                                                       |                                       |                                       |                                       |                                       |                                              |                                              |                                       |
| 엽돈재 당진방향                       | 백곡로                                | 진천군 백곡면 갈월리→엽돈재 저속차량 합류형                                           |                                       | 2.1                                   |                                       |                                       |                                              |                                              |                                       |
| 착골재 울진방향                       | 월악로                                | 제천시 덕산면 성암리→착골재 저속차량 합류형                                           |                                       | 1.0                                   |                                       |                                       |                                              |                                              |                                       |
| 착골재 보령방향                       | 월악로                                | 제천시 수산면 내리→착골재 저속차량 합류형                                             |                                       | 2.3                                   |                                       |                                       |                                              |                                              |                                       |
| 계란재 울진방향                       | 월악로                                | 제천시 수산면 계란리→계란재 저속차량 합류형                                           |                                       | 1.1                                   |                                       |                                       |                                              |                                              |                                       |
| 계란재 보령방향                       | 월악로                                | 단양군 단성면 장회리→계란재 저속차량 합류형                                           |                                       | 0.9                                   |                                       |                                       |                                              |                                              |                                       |
| 단양군 단성면 울진방향                | 월악로                                | 단양군 단성면 장회리→외중방리 저속차량 합류형                                         |                                       | 2.2                                   |                                       |                                       |                                              |                                              |                                       |
| 단양군 단성면 보령방향                | 월악로                                | 단양군 단성면 외중방리→장회리 저속차량 합류형                                         |                                       | 1.6                                   |                                       |                                       |                                              |                                              |                                       |
| 죽령 영주방향                         | 죽령로                                | 단양군 대강면 당동리 대강교차로→죽령 저속차량 합류형                                  |                                       | 불연속                                |                                       |                                       |                                              |                                              |                                       |
| 벌재 양양방향                         | 금천로                                | 문경시 동로면 석항리→벌재 저속차량 합류형                                             |                                       |                                       |                                       |                                       |                                              |                                              |                                       |
| 괴산 모래재 영덕방향                  | 중부로                                | 괴산군 사리면 방축리 사리교차로→수암리 진입로 직결형                                  |                                       | 2.2                                   |                                       |                                       |                                              |                                              |                                       |
| 굴티재 남해방향                       | 괴산로                                | 괴산군 문광면 양곡리 꼭지미골→굴티재 저속차량 합류형                                  |                                       | 1.5                                   |                                       |                                       |                                              |                                              |                                       |
| 굴티재 홍천방향                       | 괴산로                                | 괴산군 문광면 양곡3리→굴티재 저속차량 합류형                                          |                                       | 0.7                                   |                                       |                                       |                                              |                                              |                                       |
| 괴산군/청주시 남해방향                | 괴산로                                | 괴산군 청안면 부흥리→청주시 미원면 기암리 저속차량 합류형                             |                                       | 1.5                                   |                                       |                                       |                                              |                                              |                                       |
| 괴산군/청주시 홍천방향                | 괴산로                                | 청주시 미원면 기암리→괴산군 청안면 부흥리 저속차량 합류형                             |                                       | 1.0                                   |                                       |                                       |                                              |                                              |                                       |
| 열티고개 남해방향                     | 단재로                                | 청주시 미원면 구방리→열티고개 저속차량 합류형                                         |                                       | 0.6                                   |                                       |                                       |                                              |                                              |                                       |
| 문바우재 거창방향                     | 대청로                                | 옥천군 군북면 국원리→문바우재 저속차량 합류형                                         |                                       | 1.2                                   |                                       |                                       |                                              |                                              |                                       |
| 오구니재 남해방향                     | 남부로                                | 옥천군 청성면 화성리 장연1교차로→오구니재 저속차량 합류형                             |                                       | 1.0                                   |                                       |                                       |                                              |                                              |                                       |
| 오구니재 홍천방향                     | 남부로                                | 옥천군 청성면 산계리→오구니재 저속차량 합류형                                         |                                       | 1.1                                   |                                       |                                       |                                              |                                              |                                       |
| 옥천군/영동군 남해방향                | 남부로                                | 옥천군 청성면 효목리 목동마을→영동군 용산면 법화리 저속차량 합류형                    |                                       | 1.8                                   |                                       |                                       |                                              |                                              |                                       |
| 옥천군/영동군 홍천방향                | 남부로                                | 영동군 용산면 법화리→옥천군 청성면 효목리 저속차량 합류형                             |                                       | 1.2                                   |                                       |                                       |                                              |                                              |                                       |
| 충청남도                              |                                       |                                                                                       |                                       |                                       |                                       |                                       |                                              |                                              |                                       |
|                                       |                                       |                                                                                       |                                       |                                       |                                       |                                       |                                              |                                              |                                       |
| 엽돈재 영덕방향                       | 성진로                                | 천안시 입장면 도림리→엽돈재 저속차량 합류형                                           |                                       | 3.1                                   |                                       |                                       |                                              |                                              |                                       |
| 천안시 동면 이천방향                  | 충절로                                | 동산삼거리→천안시 동면 송연리 저속차량 합류형                                         |                                       | 0.7                                   |                                       |                                       |                                              |                                              |                                       |
| 배티재 여수방향                       | 대둔산로                              | 금산군 진산면 묵산리 광장휴게소→배티재 진입로 직결형                                  |                                       | 1.7                                   |                                       |                                       |                                              |                                              |                                       |
| 충남/전북 거창방향                    | 무금로                                | 금산군 부리면 현내리→무주군 저속차량 합류형                                           |                                       | 1.3                                   |                                       |                                       |                                              |                                              |                                       |
| 경상북도                              |                                       |                                                                                       |                                       |                                       |                                       |                                       |                                              |                                              |                                       |
|                                       |                                       |                                                                                       |                                       |                                       |                                       |                                       |                                              |                                              |                                       |
| 만호골재 고성방향                     | 동해대로                              | 울진군 북면 부구리 덕구교차로→만호골재 진입로 직결형                                  |                                       | 0.5                                   |                                       |                                       |                                              |                                              |                                       |
| 울진군 북면 부산방향                  | 동해대로                              | 울진군 북면 부구리→신화리 저속차량 합류형                                             |                                       | 1.2                                   |                                       |                                       |                                              |                                              |                                       |
| 울진군 매화면 부산방향                | 동해대로                              | 울진군 매화면 매화리 매화교차로→오산리 진입로 직결형                                  |                                       | 0.9                                   |                                       |                                       |                                              |                                              |                                       |
| 울진군 매화면 고성방향                | 동해대로                              | 울진군 매화면 오산리 저속차량 합류형                                                  |                                       | 0.7                                   |                                       |                                       |                                              |                                              |                                       |
| 넛재 봉화방향                         | 청옥로                                | 봉화군 소천면 고선리 넛재교차로→고선터널 진입로 직결형                                |                                       | 2.0                                   |                                       |                                       |                                              |                                              |                                       |
| 넛재 태백방향                         | 청옥로                                | 봉화군 소천면 고선리→넛재교차로 저속차량 합류형                                       |                                       | 4.6                                   |                                       |                                       |                                              |                                              |                                       |
| 노루재 법전방향                       | 소천로                                | 봉화군 소천면 현동리 현동교차로→노루재터널 저속차량 합류형                            |                                       | 0.8                                   |                                       |                                       |                                              |                                              |                                       |
| 노루재 소천방향                       | 소천로                                | 봉화군 법전면 어지리 법전1교→노루재터널 저속차량 합류형                               |                                       | 1.4                                   |                                       |                                       |                                              |                                              |                                       |
| 봉화군 법전면 보령방향                | 파인토피아로                          | 봉화군 법전면 소지리→소지교차로 저속차량 합류형                                       |                                       | 1.6                                   |                                       |                                       |                                              |                                              |                                       |
| 다덕재 울진방향                       | 파인토피아로                          | 봉화군 봉성면 창평리 다덕교차로→법전면 풍정리 용동교차로 저속차량 합류형              |                                       | 2.7                                   |                                       |                                       |                                              |                                              |                                       |
| 봉화군 봉화읍 울진방향                | 파인토피아로                          | 봉화군 봉화읍 내성리 봉화교차로→거촌리 저속차량 합류형                                |                                       | 0.7                                   |                                       |                                       |                                              |                                              |                                       |
| 문경시 불정동 남해방향                | 문경대로                              | 문경시 불정동→유곡동 유곡교차로 저속차량 합류형                                       |                                       | 1.9                                   |                                       |                                       |                                              |                                              |                                       |
| 문경시 공평동 초산방향                | 문경대로                              | 문경시 함창읍 나한리→공평동 저속차량 합류형                                           |                                       | 1.9                                   |                                       |                                       |                                              |                                              |                                       |
| 여남재 남해방향                       | 경상대로                              | 상주시 공성면 거창리 거창교차로→여남재 저속차량 합류형                                |                                       | 1.5                                   |                                       |                                       |                                              |                                              |                                       |
| 재랫재 자성방향                       | 경북대로                              | 의성군 의성읍 업리→단촌면 방하리 단촌휴게광장 저속차량 합류형                         |                                       | 1.4                                   |                                       |                                       |                                              |                                              |                                       |
| 여남재 초산방향                       | 경상대로                              | 김천시 어모면 구례리 유점교차로→여남재 진입로 직결형                                  |                                       | 0.8                                   |                                       |                                       |                                              |                                              |                                       |
| 추풍령 부안방향                       | 영남대로                              | 김천시 봉산면 광천리 광천네거리→추풍령 저속차량 합류형                                | 6                                     | 1.1                                   |                                       |                                       |                                              |                                              |                                       |
| 갑령재 포항방향                       | 동부로                                | 군위군 삼국유사면 화수리 화수교차로→갑령 저속차량 합류형                              |                                       | 2.0                                   |                                       |                                       |                                              |                                              |                                       |
| 갑령재 의성방향                       | (도로명 없음)                         | 영천시 신녕면 화남리 갑현교차로→갑령 저속차량 합류형                                  |                                       | 1.5                                   |                                       |                                       |                                              |                                              |                                       |
| 덕산재 부안방향                       | 대덕로                                | 김천시 대덕면 덕산리→덕산재 저속차량 합류형                                           |                                       | 3.0                                   |                                       |                                       |                                              |                                              |                                       |
| 다람쥐재 고성방향                     | 가야로                                | 칠곡군 기산면 영리→유월교차로 저속차량 합류형                                         |                                       | 1.0                                   |                                       |                                       |                                              |                                              |                                       |
| 다람쥐재 구미방향                     | 가야로                                | 성주군 월항면 유월리 유월교차로→다람쥐재                                              |                                       | 0.7                                   |                                       |                                       |                                              |                                              |                                       |
| 포항시 구룡포읍 안변방향              | 동해안로                              | 포항시 구룡포읍 병포리→동해면 상정리 저속차량 합류형                                  |                                       | 1.8                                   |                                       |                                       |                                              |                                              |                                       |
| 포항시 동해면 부산방향                | 동해안로                              | 포항시동해면 석리 동해교차로→상정2육교 저속차량 합류형                                |                                       | 1.6                                   |                                       |                                       |                                              |                                              |                                       |
| 경주시/영천시 영주방향                | 호국로                                | 경주시 안강읍 강교리→영천시 고경면 청정리 저속차량 합류형                             |                                       | 2.2                                   |                                       |                                       |                                              |                                              |                                       |
| 포항시 연일읍 산청방향                | 건포산업로                            | 포항시 연일읍 우복리 연일과적검문소→경주시 강동면 왕신리 강동산단교차로 진입로 직결형 |                                       | 2.6                                   |                                       |                                       |                                              |                                              |                                       |
| 경주시 강동면 포항방향                | 건포산업로                            | 경주시 강동면 왕신리 왕신교차로→강동산단교차로 진입로 직결형                          |                                       | 1.7                                   |                                       |                                       |                                              |                                              |                                       |
| 경주시 천북면 포항방향                | 건포산업로                            | 경주시 천북면 오야리→신왕신교 저속차량 합류형                                         |                                       | 1.2                                   |                                       |                                       |                                              |                                              |                                       |
| 말구불재 포항방향                     | 건포산업로                            | 경주시 현곡면 소현리 소현졸음쉼터→말구불터널 저속차량 합류형(~2023)→진입로 직결형     |                                       | 0.7                                   |                                       |                                       |                                              |                                              |                                       |
| 경주시 현곡면 산청방향                | 건포산업로                            | 경주시 현곡면 하곡리→상구교차로 저속차량 합류형                                       |                                       | 1.6                                   |                                       |                                       |                                              |                                              |                                       |
| 당고개 산청방향                       | 단석로                                | 경주시 건천읍 송선리→당고개 저속차량 합류형                                           |                                       | 1.2                                   |                                       |                                       |                                              |                                              |                                       |
| 당고개 포항방향                       | 단석로                                | 경주시 산내면 감산리→당고개 저속차량 합류형                                           |                                       | 0.4                                   |                                       |                                       |                                              |                                              |                                       |
| 청도군 금천면 포항방향                | 청려로                                | 청도군 금천면 동곡리 동곡삼거리→방지리 저속차량 합류형                                |                                       | -                                     |                                       |                                       | 종점 없음, 오르막차로 이후 왕복 4차로로 확장 | 종점 없음, 오르막차로 이후 왕복 4차로로 확장 |                                       |
| 동곡재 산청방향                       | 청려로                                | 청도군 금천면 동곡리 동곡네거리→동곡재 저속차량 합류형                                |                                       | 1.3                                   |                                       |                                       |                                              |                                              |                                       |
| 동곡재 포항방향                       | 청려로                                | 청도군 매전면 금곡리 담안교→동곡재 저속차량 합류형                                    | 10                                    | 2.4                                   |                                       |                                       |                                              |                                              |                                       |
| 곰티재 포항방향                       | 청려로                                | 청도군 청도읍 운산리→곰티재터널 저속차량 합류형                                       |                                       | 0.8                                   |                                       |                                       |                                              |                                              |                                       |
| 비티재 산청방향                       | 청려로                                | 청도군 풍각면 금곡리→비티재 저속차량 합류형                                           |                                       | 1.3                                   |                                       |                                       |                                              |                                              |                                       |
| 팔령 신안방향                         | 함양로                                | 함양군 함양읍 구룡리→팔령 저속차량 합류형                                             |                                       | 5.6                                   |                                       |                                       |                                              |                                              |                                       |
| 울산광역시                            |                                       |                                                                                       |                                       |                                       |                                       |                                       |                                              |                                              |                                       |
|                                       |                                       |                                                                                       |                                       |                                       |                                       |                                       |                                              |                                              |                                       |
| 울주군 두서면 부산방향                | 반구대로                              | 울주군 두서면 활천리 열박재교차로→미호육교 저속차량 합류형                            |                                       | 1.0                                   |                                       |                                       |                                              |                                              |                                       |
| 가지산터널 신안방향                   | 울밀로                                | 울주군 상북면 덕현리 덕현교차로→가지산터널 진입로 직결형                              |                                       | 1.4                                   |                                       |                                       |                                              |                                              |                                       |
| 울주군 상북면 신안방향                | 울밀로                                | 울주군 상북면 지내리 지내교차로→도동교차로 저속차량 합류형                            |                                       | 0.8                                   |                                       |                                       |                                              |                                              |                                       |
| 울주군 상북면 신안방향                | 울밀로                                | 울주군 언양읍 송대리→상북면 지내리 저속차량 합류형                                    |                                       | 0.7                                   |                                       |                                       |                                              |                                              |                                       |
| 무룡고개 부산방향                     | 무룡로                                | 울산광역시 북구 신현동 신현교차로→정명교차로→무룡터널 진입로 직결형                   |                                       | 2.1 0.8                               |                                       |                                       |                                              |                                              |                                       |
| 무룡고개 안변방향                     | 무룡로                                | 울산광역시 북구 연암동→무룡터널 저속차량 합류형                                       |                                       | 1.4                                   |                                       |                                       |                                              |                                              |                                       |
| 밤티고개 온성방향                     | 웅천로                                | 울주군 웅촌면 대복리 대복교차로→밤티고개 저속차량 합류형                              |                                       |                                       |                                       |                                       |                                              |                                              |                                       |
| 밤티고개 부산방향                     | 웅천로                                | 울주군 청량읍 율리 율현마을교차로→밤티고개 저속차량 합류형                            |                                       | 1.2                                   |                                       |                                       |                                              |                                              |                                       |
| 경상남도                              |                                       |                                                                                       |                                       |                                       |                                       |                                       |                                              |                                              |                                       |
|                                       |                                       |                                                                                       |                                       |                                       |                                       |                                       |                                              |                                              |                                       |
| 신풍령 파주방향                       | 빼재로                                | 거창군 고제면 개명리 신기교차로→빼재터널 저속차량 합류형                              | 10                                    | 1.6                                   |                                       |                                       |                                              |                                              |                                       |
| 바래기재 남해방향                     | 거함대로                              | 거창군 마리면 말흘리 저속차량 합류형                                                  |                                       | 0.4                                   |                                       |                                       |                                              |                                              |                                       |
| 바래기재 남해방향                     | 거함대로                              | 삼거리교차로→거창군 마리면 고학리 저속차량 합류형                                     |                                       | 0.7                                   |                                       |                                       |                                              |                                              |                                       |
| 바래기재 남해방향                     | 거함대로                              | 거창군 마리면 고학리→바래기재 저속차량 합류형                                         |                                       | 1.1                                   |                                       |                                       |                                              |                                              |                                       |
| 창녕군 성산면 산청방향                | 고암성산대로                          | 창녕군 성산면 방리→고암면 계상리 저속차량 합류형                                      |                                       | 1.1                                   |                                       |                                       |                                              |                                              |                                       |
| 창녕군 고암면 포항방향                | 고암성산대로                          | 창녕군 고암면 중대리→성산면 방리 저속차량 합류형                                      |                                       | 1.9                                   |                                       |                                       |                                              |                                              |                                       |
| 천왕재 신안방향                       | 창밀로                                | 밀양시 청도면 두곡리→천왕재 저속차량 합류형                                           |                                       | 5.7                                   |                                       |                                       |                                              |                                              |                                       |
| 천왕재 울산방향                       | 창밀로                                | 창녕군 고암면 감리→천왕재 저속차량 합류형                                             |                                       | 3.6                                   |                                       |                                       |                                              |                                              |                                       |
| 바래기재 초산방향                     | ( 거함대로                            | 함양군 안의면 신안리 용추교차로→바래기재 저속차량 합류형                              |                                       | 3.5                                   |                                       |                                       |                                              |                                              |                                       |
| 아등재 고성방향                       | 합천대로                              | 합천군 대양면 도리 함지교차로→쌍백면 장전리 아등교차로 진입로 직결형                  | 4                                     | 1.9                                   |                                       |                                       |                                              |                                              |                                       |
| 희티고개 남해방향                     | 산청대로                              | 산청군 오부면 양촌리→희티고개 저속차량 합류형                                         |                                       | 1.3                                   |                                       |                                       |                                              |                                              |                                       |
| 희티고개 초산방향                     | 산청대로                              | 산청군 산청읍 차탄리→희티고개 저속차량 합류형                                         |                                       | 1.1                                   |                                       |                                       |                                              |                                              |                                       |
| 개고개 남해방향                       | 산청대로                              | 산청군 신안면 외송리→개고개 저속차량 합류형                                           |                                       | 0.4                                   |                                       |                                       |                                              |                                              |                                       |
| 개고개 초산방향                       | 산청대로                              | 산청군 신안면 외송리→개고개 저속차량 합류형                                           |                                       | 0.9                                   |                                       |                                       |                                              |                                              |                                       |
| 아미랑고개 산청방향                   | 지리산대로                            | 산청군 단성면 길리→창촌리 저속차량 합류형                                             |                                       |                                       |                                       |                                       |                                              |                                              |                                       |
| 아미랑고개 포항방향                   | 지리산대로                            | 산청군 단성면 창촌리 창촌삼거리→길리 저속차량 합류형                                  |                                       |                                       |                                       |                                       |                                              |                                              |                                       |
| 오미고개 남해방향                     | 진주대로                              | 진주시 명석면 오미리→오미고개 저속차량 합류형                                         |                                       | 0.6                                   |                                       |                                       |                                              |                                              |                                       |
| 오미고개 초산방향                     | 진주대로                              | 진주시 명석면 용산리→오미고개 저속차량 합류형                                         |                                       | 0.8                                   |                                       |                                       |                                              |                                              |                                       |
| 발산재 목포방향                       | 진마대로                              | 창원시 진전면 봉암리 봉암교차로→발산재 저속차량 합류형                                |                                       | 1.8                                   |                                       |                                       |                                              |                                              |                                       |
| 발산재 부산방향                       | 진마대로                              | 진주시 이반성면 발산리→발산재 저속차량 합류형                                         |                                       | 1.3                                   |                                       |                                       |                                              |                                              |                                       |
| 애대고개 목포방향                     | 진마대로                              | 진주시 진성면 상촌리 택동교→애대고개 저속차량 합류형                                  |                                       | 1.8                                   |                                       |                                       |                                              |                                              |                                       |
| 애대고개 부산방향                     | 진마대로                              | 진주시 문산읍 상문리→애대고개 저속차량 합류형                                         |                                       | 0.9                                   |                                       |                                       |                                              |                                              |                                       |
| 방말재 포항방향                       | 남해안대로                            | 고성군 회화면 삼덕리→신고성터널 저속차량 합류형                                       |                                       | 0.5                                   |                                       |                                       |                                              |                                              |                                       |
| 고성군 고성읍 구미방향                | 상정대로                              | 고성군 고성읍 이당리→상리면 부포리 저속차량 합류형                                    |                                       | 0.7                                   |                                       |                                       |                                              |                                              |                                       |
| 여우치고개 거제방향                   | 남해안대로                            | 통영시 도산면 도선리→여우치고개 저속차량 합류형                                       |                                       | 0.25                                  |                                       |                                       |                                              |                                              |                                       |
| 여우치고개 포항방향                   | 남해안대로                            | 통영시 도산면 도선리 노전마을→여우치고개 고속차량 합류형                              |                                       | 0.7                                   |                                       |                                       |                                              |                                              |                                       |
| 남해군 미조면 남해방향                | 남해대로                              | 남해군 미조면 천하마을→송정리 저속차량 합류형                                         |                                       | 0.8                                   |                                       |                                       |                                              |                                              |                                       |
| 남해군 상주면                         | 남해대로                              | 남해군 상주면 상주중학교→금포마을 저속차량 합류형                                     |                                       | 0.9                                   |                                       |                                       |                                              |                                              |                                       |
| 전라북도                              |                                       |                                                                                       |                                       |                                       |                                       |                                       |                                              |                                              |                                       |
|                                       |                                       |                                                                                       |                                       |                                       |                                       |                                       |                                              |                                              |                                       |
| 배티재 용인방향                       | 대둔산로                              | 완주군 운주면 산북리→배티재 저속차량 합류형                                           |                                       | 2.8                                   |                                       |                                       |                                              |                                              |                                       |
| 충남/전북 파주방향                    | 무금로                                | 무주군 부남면 가당리→충청남도 금산군 저속차량 합류형                                  |                                       | 1.1                                   |                                       |                                       |                                              |                                              |                                       |
| 덕산재 대구방향                       | 라제통문로                            | 무주군 무풍면 금평리→덕산재                                                           |                                       | 1.5                                   |                                       |                                       |                                              |                                              |                                       |
| 임실군 성수면 용인방향                | 춘향로                                | 임실군 성수면 월평리 월평교차로→임실교차로                                            |                                       | 1.1                                   |                                       |                                       |                                              |                                              |                                       |
| 수분령 홍천방향                       | 장수로                                | 장수군 번암면 교동리 금천마을→장수읍 수분리 수분교차로                                |                                       | 3.7                                   |                                       |                                       |                                              |                                              |                                       |
| 여원재 울산방향                       | 황산로                                | 남원시 이백면 강기리→운봉읍 준향리                                                    |                                       | 4.8                                   |                                       |                                       |                                              |                                              |                                       |
| 밤재 남해방향                         |                                       | 남원시 →밤재 저속차량 합류형                                                          |                                       | 1.9                                   |                                       |                                       |                                              |                                              |                                       |
| 전라남도                              |                                       |                                                                                       |                                       |                                       |                                       |                                       |                                              |                                              |                                       |
|                                       |                                       |                                                                                       |                                       |                                       |                                       |                                       |                                              |                                              |                                       |
| 밤재                                  | 산업로                                | 구례군 산동면 계천리→밤재 진입로 직결형                                               |                                       | 2.1                                   |                                       |                                       |                                              |                                              |                                       |
| 예재                                  | 화보로                                | 화순군 이양면 구례리→예재터널 저속차량 합류형                                         |                                       | 0.9                                   |                                       |                                       |                                              |                                              |                                       |
| 열가재 목포방향                       | 녹색로                                | 보성군 벌교읍 옥전리→열가재 저속차량 합류형                                           |                                       | 0.6                                   |                                       |                                       |                                              |                                              |                                       |
| 열가재 부산방향                       | 녹색로                                | 보성군 조성면 신월리→열가재 저속차량 합류형                                           |                                       | 0.6                                   |                                       |                                       |                                              |                                              |                                       |
| 그럭재 목포방향                       | 녹색로                                | 보성군 득량면 삼정리→그럭재 저속차량 합류형                                           |                                       | 2.1                                   |                                       |                                       |                                              |                                              |                                       |
| 밤재 목포방향                         | 녹색로                                | 강진군 성전면 월평리 밤재삼거리→밤재 저속차량 합류형                                  |                                       | 0.7                                   |                                       |                                       |                                              |                                              |                                       |
| 밤재 부산방향                         | 녹색로                                | 영암군 학산면 묵동리→밤재 저속차량 합류형                                             |                                       |                                       |                                       |                                       |                                              |                                              |                                       |
| 봇재 보성방향                         | 녹차로                                | 보성군 회천면 영천리 밤고개삼거리→봇재교차로                                          |                                       |                                       |                                       |                                       |                                              |                                              |                                       |

### 지방도·기타 도로
대한민국의 지방도는 한국의 고개를 넘는 구간에 양방향 모두 오르막차로가 설치된 경우(지방도 제421호선 미륵고개, 국가지원지방도 제49호선 치목재)도 있고 아예 없는 경우(지방도 제421호선 벌문재)도 있다. 오르막차로는 거의 다 저속차량 합류형이나 예외적으로 거가대교 구간은 고속차량 합류형(추월차로형) 오르막차로가 설치되어 있다. 
부산광역시와 거제시 사이에 있는 거가대교는 교량과 가덕해저터널이 이어진 교량터널로, 해저에서 지상으로 나오는 구간에 오르막차로가 설치되어 있다. 때문에 터널 내부에서 오르막차로가 시작되어 거제 방향 오르막차로의 경우 거가대교 교량 중간에서 오르막차로가 끝난다. 오르막차로의 연장 및 종단구배는 부산 방향 116 m에 5.0%, 거제 방향 780 m에 4.7%이다. 이곳을 통행하는 차량을 분석한 결과 본선차로 승용차는 70~130 kph, 오르막차로 화물차는 50~75 kph의 속도로 주행하고 있는 것으로 드러났다.
| 지점              | 도로명                             | 구간 형태                                                | 경사 % | 구간 km | 사진 | 비고                                                            |
| 강원특별자치도    |                                    |                                                          |        |         |      |                                                                 |
| 반계저수지        | 지방도 제349호선 원양1로           | 원주시 문막읍 반계리 양방향 저속차량 합류형              |        |         |      |                                                                 |
| 미륵고개          | 지방도 제421호선                   | 정선군 신동읍 방제리→미륵고개 저속차량 합류형            |        |         |      |                                                                 |
| 대관령            | 지방도 제456호선 (구 영동고속도로) | 강릉시 성산면→대관령 저속차량 합류형                     |        |         |      |                                                                 |
| 강원특별자치도    |                                    |                                                          |        |         |      |                                                                 |
| 치목재 설천방향   | 국가지원지방도 제49호선            | 무주군 적상면 사산리 사산교차로→치목터널 저속차량 합류형 |        |         |      |                                                                 |
| 치목재 적상방향   | 국가지원지방도 제49호선            | 무주군 적상면 괴목리→치목터널 저속차량 합류형            |        |         |      |                                                                 |
| 치마재 설천방향   | 국가지원지방도 제49호선            | 무주군 적상면 괴목리→구천동터널 저속차량 합류형          |        |         |      |                                                                 |
| 부울경            |                                    |                                                          |        |         |      |                                                                 |
| 거가대교 부산방향 | 국가지원지방도 제58호선            | 가덕해저터널→가덕 요금소 고속차량 합류형                 | 5.0    | 116     |      | 터널 내부에서 오르막차로 시작                                   |
| 거가대교 거제방향 | 국가지원지방도 제58호선            | 가덕해저터널→거가대교 고속차량 합류형                    | 4.7    | 780     |      | 터널 내부에서 오르막차로 시작 거가대교 중앙까지 오르막차로 연장 |
|                   |                                    |                                                          |        |         |      |                                                                 |

## 해외

### 미국
미국의 AASHTO에서 규정한 고속도로 및 다차선 도로에서의 오르막차로 설치 기준은 300 lb/hp의 표준 트럭을 기준으로, 1) 표준 트럭의 속도가 다른 차량에 비해 10 mph (15 kph) 이상 저하되고 2) 오르막 구배에서 서비스 수준이 D 이하인 경우이다. 4차로 도로에서는 교통량이 차로당 1천 대 미만이면 설치하지 않는다. 와이오밍주의 주간고속도로 제80호선(Interstate 80 in Wyoming)에는 동쪽 방향 16.7 km (10.4 mi), 서쪽 방향 5.5 km (3.4 mi), 합계 23 km (14 mi) 구간의 오르막차로가 있다. 그러나 대형 차량이 많이 통행하고 있어 오르막차로를 추가로 설치할 필요성이 제기된다.

### 독일
오르막 구간에서의 표준 트럭(톤당 6마력)의 허용 최저속도가 기준이며 구체적인 설계 기준은 1) 오르막차로 시점은 설계속도 100 kph 이상에서 트럭 주행속도가 70 kph, 설계속도 80 kph 이상에서 트럭 주행속도가 60 kph인 지점에서, 2) 종점은 트럭 주행속도가 60 kph에 이르는 지점, 3) 오르막차로 연장은 1,500 m이며 그 이하에서는 시, 종점의 양측으로 연장하여 1,500 m로 한다.

### 일본
오르막 구간에서의 표준 트럭(톤당 10마력)의 허용 최저속도가 기준이며 종단구배 5%, 고속도로 또는 설계속도 100 kph 이상의 도로에 오르막차로를 설치한다. 오르막차로 설치여부 결정은 속도-구배도를 이용하여, 서비스수준, 계획교통량, 교통용량, 대형차 혼입율 등을 고려하여 결정한다.
오르막차로
- 헝가리 M1 고속도로의 오르막차로 (이하 동일)
- 일본 후쿠시마현도 12호선의 오르막차로
- 핀란드 Jämsä 지역의 오르막차로
- 영국 A77 도로 오르막차로 예고 표지
북위 55° 07′ 27.2″ 서경 4° 59′ 40.3″ / 북위 55.124222°  서경 4.994528°

## 같이 보기
- 도로
- 대한민국의 고속도로
- 한국의 고개